# Lista de aviões da Segunda Guerra Mundial
A Lista de aviões da Segunda Guerra Mundial inclui todas as aeronaves utilizadas pelos países que participaram na Segunda Guerra Mundial, desde os primeiros meses de guerra até ao final desta. Os aviões que estavam em desenvolvimento neste período e que não foram usados operacionalmente no conflito, estão listados na seção de protótipos. A lista está listada pela seguinte ordem: Data - quando a aeronave entrou em serviço ou registo do 1° voo;  Nome; País de origem; Principais utilizadores da aeronave durante a guerra. Todos os aviões que tiveram mais de uma função apenas é listada a função principal. Aviões usados por países neutros, como a Espanha, Suíça e a Suécia ou países que fizeram nenhum combate importante, como a maioria daqueles na América do Sul (exceto o Brasil), não estão incluídos.

## Aviões operacionais

### Aviões de caça

#### Caças biplanos
| Nome do avião                   | Entrou em serviço | País de origem  | Operador(es) caso seja diferente do país de origem |
| ------------------------------- | ----------------- | --------------- | -------------------------------------------------- |
| Avia B-534                      | 1935              | Tchecoslováquia | Bulgária, Alemanha Nazi, Grécia, Eslováquia        |
| Avia BH-33                      | 1927              | Tchecoslováquia | Iugoslávia                                         |
| Armstrong Whitworth Scimitar    | 1936              | Reino Unido     | Noruega                                            |
| Blériot-SPAD S.510              | 1936              | França          |                                                    |
| Boeing P-12                     | 1930              | Estados Unidos  | Brasil, China, Filipinas, Tailândia                |
| Bristol Bulldog                 | 1929              | Reino Unido     | Dinamarca, Finlândia, Estônia                      |
| Fairey Firefly II               | 1932              | Reino Unido     | Bélgica                                            |
| Fiat CR.32                      | 1934              | Itália          | Hungria, China                                     |
| Fiat CR.42                      | 1939              | Itália          | Bélgica, Hungria                                   |
| Gloster Gamecock II/Kukko       | 1925              | Reino Unido     | Finlândia                                          |
| Gloster Gauntlet                | 1935              | Reino Unido     | Dinamarca, Finlândia                               |
| Gloster Gladiator/Sea Gladiator | 1937              | Reino Unido     | Bélgica, Finlândia, Grécia, Iraque, Noruega        |
| Grumman Goblin                  | 1933              | Estados Unidos  | Canadá                                             |
| Grumman F3F                     | 1936              | Estados Unidos  |                                                    |
| Hawker Demon                    | 1931              | Reino Unido     | Austrália                                          |
| Hawker Fury                     | 1931              | Reino Unido     | Iugoslávia, África do Sul                          |
| Hawker Nimrod                   | 1933              | Reino Unido     | Dinamarca                                          |
| Heinkel He 51                   | 1935              | Alemanha        | Bulgária                                           |
| IMAM Ro.44                      | 1937              | Itália          |                                                    |
| Kawasaki Ki-10                  | 1935              | Japão           |                                                    |
| Kochyerigin DI-6                | 1934              | União Soviética |                                                    |
| Koolhoven F.K.52                | 1939              | Países Baixos   | Finlândia                                          |
| Polikarpov I-5                  | 1931              | União Soviética |                                                    |
| Polikarpov I-15 & I-15bis       | 1934              | União Soviética | China, Finlândia                                   |
| Polikarpov I-153                | 1939              | União Soviética | China, Finlândia                                   |

#### Com um motor, caças monoplanos único assento e caças bombardeiros
| Nome do avião                           | Entrou em serviço | País de origem  | Operador(es) caso seja diferente do país de origem                                                               |
| --------------------------------------- | ----------------- | --------------- | --- |
| Ambrosini SAI.207                       | 1942              | Itália          | |
| Ansaldo A.120                           | 1925              | Itália          | Lituânia |
| Arsenal VG-33                           | 1940              | França          | |
| Avia B-135                              | 1941              | Tchecoslováquia | Bulgária |
| Bell P-39 Airacobra                     | 1941              | Estados Unidos  | União Soviética, Austrália, França, Reino Unido                                                                  |
| Bell P-63 Kingcobra                     | 1942              | Estados Unidos  | União Soviética                                                                                                  |
| Bloch MB.150-157                        | 1940              | França          | Grécia, Romênia                                                                                                  |
| Boeing P-26 Peashooter                  | 1933              | Estados Unidos  | China, Filipinas                                                                                                 |
| Breda Ba.27                             | 1933              | Itália          | China |
| Brewster F2A Buffalo                    | 1939              | Estados Unidos  | Finlândia, Países Baixos, Nova Zelândia, Reino Unido, Austrália                                                  |
| CAC Boomerang                           | 1943              | Austrália       | |
| Caudron C.714                           | 1940              | França          | Finlândia, Polônia                                                                                               |
| Curtiss P-36 Hawk/Mohawk                | 1938              | Estados Unidos  | Brasil, Finlândia, França, Países Baixos, Noruega, Tailândia, Reino Unido                                        |
| Curtiss P-40 Warhawk/Tomahawk/Kittyhawk | 1939              | Estados Unidos  | Austrália, Brasil, Canadá, China, Finlândia, Nova Zelândia, África do Sul, Reino Unido, União Soviética          |
| Curtiss-Wright CW-21 Demon              | 1939              | Estados Unidos  | China, Países Baixos                                                                                             |
| Dewoitine D.500/D.510                   | 1935              | França          | China |
| Dewoitine D.520                         | 1940              | França          | Bulgária, Itália                                                                                                 |
| Fiat G.50                               | 1938              | Itália          | Finlândia, Croácia                                                                                               |
| Fiat G.55                               | 1943              | Itália          | |
| Focke-Wulf Fw 190                       | 1941              | Alemanha        | Hungria, Romênia                                                                                                 |
| Focke-Wulf Ta 152                       | 1945              | Alemanha        | |
| Fokker D.XXI                            | 1936              | Países Baixos   | Dinamarca, Finlândia                                                                                             |
| Grumman F4F/FM Wildcat/Martlet          | 1940              | Estados Unidos  | Reino Unido |
| Grumman F6F Hellcat/Gannet              | 1943              | Estados Unidos  | Reino Unido |
| Grumman F8F Bearcat                     | 1945              | Estados Unidos  | |
| Hawker Hurricane/Sea Hurricane          | 1937              | Reino Unido     | Bélgica, Canadá, Finlândia, França, Grécia, Índia, Nova Zelândia, União Soviética                                |
| Hawker Tempest                          | 1944              | Reino Unido     | Índia, Nova Zelândia                                                                                             |
| Hawker Typhoon                          | 1940              | Reino Unido     | |
| Heinkel He 112                          | 1937              | Alemanha        | Hungria, Romênia                                                                                                 |
| IAR 80                                  | 1942              | Roménia         | |
| Ikarus IK-2                             | 1935              | Iugoslávia      | Croácia |
| Kawanishi N1K/N1K-J                     | 1943              | Japão           | |
| Kawasaki Ki-61                          | 1943              | Japão           | |
| Kawasaki Ki-100                         | 1945              | Japão           | |
| Koolhoven F.K.58                        | 1940              | Países Baixos   | França |
| Lavochkin-Gorbunov-Goudkov LaGG-1       | 1940              | União Soviética | |
| Lavochkin-Gorbunov-Goudkov LaGG-3       | 1941              | União Soviética | Finlândia |
| Lavochkin La-5                          | 1942              | União Soviética | |
| Lavochkin La-7                          | 1944              | União Soviética | |
| Loire 46                                | 1936              | França          | |
| Macchi C.200                            | 1939              | Itália          | |
| Macchi C.202                            | 1941              | Itália          | |
| Macchi C.205                            | 1943              | Itália          | Alemanha Nazi |
| MÁVAG Héja                              | 1941              | Hungria         | |
| Messerschmitt Bf 109                    | 1937              | Alemanha        | Iugoslávia, Bulgária, Finlândia, Hungria, Itália, Romênia                                                        |
| Mikoyan-Gurevich MiG-1                  | 1940              | União Soviética | |
| Mikoyan-Gurevich MiG-3                  | 1941              | União Soviética | |
| Mitsubishi A5M                          | 1936              | Japão           | |
| Mitsubishi A6M Zero                     | 1940              | Japão           | |
| Mitsubishi J2M                          | 1942              | Japão           | |
| Morane-Saulnier M.S.406                 | 1939              | França          | Croácia, Finlândia, Itália, Polônia                                                                              |
| Nakajima A6M2-N                         | 1942              | Japão           | |
| Nakajima Ki-27                          | 1937              | Japão           | Manchukuo, Tailândia                                                                                             |
| Nakajima Ki-43                          | 1941              | Japão           | Manchukuo, Tailândia                                                                                             |
| Nakajima Ki-44                          | 1942              | Japão           | |
| Nakajima Ki-84                          | 1943              | Japão           | |
| North American P-51 Mustang             | 1942              | Estados Unidos  | Reino Unido, Austrália, China, França, África do Sul, União Soviética                                            |
| North American P-64                     | 1940              | Estados Unidos  | |
| Polikarpov I-16                         | 1934              | União Soviética | China, Finlândia                                                                                                 |
| PZL P.7                                 | 1933              | Polónia         | |
| PZL P.11                                | 1934              | Polónia         | Polônia, Romênia                                                                                                 |
| PZL P.24                                | 1936              | Polónia         | Bulgária, Grécia, Romênia                                                                                        |
| Reggiane Re.2000                        | 1940              | Itália          | Hungria |
| Reggiane Re.2001                        | 1941              | Itália          | |
| Reggiane Re.2005                        | 1943              | Itália          | |
| Republic P-43 Lancer                    | 1941              | Estados Unidos  | Austrália, China                                                                                                 |
| Republic P-47 Thunderbolt               | 1942              | Estados Unidos  | Reino Unido, Brasil, México, França, União Soviética                                                             |
| Rogožarski IK-3                         | 1940              | Iugoslávia      | |
| Seversky P-35                           | 1937              | Estados Unidos  | |
| Supermarine Seafire                     | 1942              | Reino Unido     | |
| Supermarine Spitfire                    | 1938              | Reino Unido     | Austrália, Canadá, França, Índia, Itália, Nova Zelândia, Noruega, África do Sul, Estados Unidos, União Soviética |
| VL Myrsky                               | 1943              | Finlândia       | |
| Vought F4U/FG Corsair                   | 1942              | Estados Unidos  | Reino Unido, Nova Zelândia                                                                                       |
| Vultee P-66 Vanguard                    | 1941              | Estados Unidos  | China |
| Yakovlev Yak-1                          | 1940              | União Soviética | França |
| Yakovlev Yak-3                          | 1944              | União Soviética | França |
| Yakovlev Yak-7/Yak-7B                   | 1942              | União Soviética | França |
| Yakovlev Yak-9                          | 1942              | União Soviética | França |

#### Caças pesados (multi-motor ou multi-assento) e caças noturnos
| Nome do avião             | Entrou em serviço | País de origem  | Operador(es) caso seja diferente do país de origem |
| ------------------------- | ----------------- | --------------- | -------------------------------------------------- |
| Bell YFM-1 Airacuda       | 1940              | Estados Unidos  |                                                    |
| Blackburn Roc             | 1939              | Reino Unido     |                                                    |
| Blackburn Skua            | 1938              | Reino Unido     |                                                    |
| Boulton Paul Defiant      | 1939              | Reino Unido     |                                                    |
| Bristol Beaufighter       | 1940              | Reino Unido     | Austrália, Estados Unidos                          |
| Bristol Blenheim          | 1937              | Reino Unido     |                                                    |
| de Havilland Mosquito     | 1941              | Reino Unido     | Canadá, Nova Zelândia, Austrália, Estados Unidos   |
| Dornier Do 215            | 1939              | Alemanha        |                                                    |
| Dornier Do 217            | 1941              | Alemanha        |                                                    |
| Dornier Do 335            | 1944              | Alemanha        |                                                    |
| Douglas P-70 Havoc        | 1941              | Estados Unidos  | Reino Unido                                        |
| Fairey Firefly            | 1941              | Reino Unido     |                                                    |
| Fairey Fulmar             | 1940              | Reino Unido     |                                                    |
| Focke-Wulf Ta 154         | 1944              | Alemanha        |                                                    |
| Fokker G.I                | 1939              | Países Baixos   |                                                    |
| Grumman F7F Tigercat      | 1944              | Estados Unidos  |                                                    |
| Heinkel He 219            | 1943              | Alemanha        |                                                    |
| IMAM Ro.57                | 1943              | Itália          |                                                    |
| Junkers Ju 88             | 1940              | Alemanha        |                                                    |
| Junkers Ju 388            | 1944              | Alemanha        |                                                    |
| Kawasaki Ki-45            | 1942              | Japão           |                                                    |
| Kawasaki Ki-102           | 1945              | Japão           |                                                    |
| Lockheed P-38 Lightning   | 1941              | Estados Unidos  | Austrália, China                                   |
| Messerschmitt Bf 110      | 1937              | Alemanha        | Croácia, Hungria, Itália, Iraque, Romênia          |
| Messerschmitt Me 210      | 1943              | Alemanha        | Hungria                                            |
| Messerschmitt Me 410      | 1943              | Alemanha        |                                                    |
| Mitsubishi Ki-109         | 1945              | Japão           |                                                    |
| Nakajima J1N              | 1942              | Japão           |                                                    |
| Northrop P-61 Black Widow | 1944              | Estados Unidos  |                                                    |
| Petlyakov Pe-3            | 1941              | União Soviética | Finlândia                                          |
| Potez 630                 | 1938              | França          | Grécia, Romênia                                    |
| Westland Welkin           | 1944              | Reino Unido     |                                                    |
| Westland Whirlwind        | 1940              | Reino Unido     |                                                    |

#### Caças com propulsão de foguetes e a jato
| Nome do avião               | Entrou em serviço | País de origem | Operador(es) caso seja diferente do país de origem |
| --------------------------- | ----------------- | -------------- | -------------------------------------------------- |
| Bell P-59 Airacomet         | 1944              | Estados Unidos |                                                    |
| Gloster Meteor              | 1944              | Reino Unido    |                                                    |
| Heinkel He 162              | 1945              | Alemanha       |                                                    |
| Lockheed P-80 Shooting Star | 1945              | Estados Unidos |                                                    |
| Messerschmitt Me 163        | 1944              | Alemanha       |                                                    |
| Messerschmitt Me 262        | 1944              | Alemanha       |                                                    |
| Ryan FR Fireball            | 1945              | Estados Unidos |                                                    |

### Bombardeiro & aviões de ataque

#### Bombardeiros pesados
| Nome do avião                            | Entrou em serviço | País de origem   | Operador(es) caso seja diferente do país de origem |
| ---------------------------------------- | ----------------- | ---------------- | -------------------------------------------------- |
| Avro Lancaster                           | 1942              | Reino Unido      | Canadá, Austrália                                  |
| Avro Manchester                          | 1940              | Reino Unido      |                                                    |
| Blohm & Voss BV 142                      | 1940              | Alemanha         |                                                    |
| Boeing B-17 Flying Fortress/Fortress     | 1940              | Estados Unidos   | Reino Unido, Canadá                                |
| Boeing B-29 Superfortress                | 1944              | Estados Unidos   |                                                    |
| Consolidated B-24/LB-30/PB4Y-1 Liberator | 1940              | Estados Unidos   | Austrália, Canadá, Reino Unido                     |
| Consolidated B-32 Dominator              | 1942              | Estados Unidos   |                                                    |
| Consolidated PB4Y-2 Privateer            | 1943              | Estados Unidos   |                                                    |
| Farman F.221-223                         | 1936              | França           |                                                    |
| Focke-Wulf Fw 200                        | 1940              | Alemanha         |                                                    |
| Handley Page Halifax                     | 1940              | Reino Unido      | Austrália, Canadá, França                          |
| Heinkel He 177                           | 1943              | Alemanha         |                                                    |
| Mitsubishi Ki-20                         | 1932              | Alemanha · Japão |                                                    |
| Petlyakov Pe-8                           | 1936              | União Soviética  |                                                    |
| Piaggio P.108                            | 1942              | Itália           |                                                    |
| Short Stirling                           | 1940              | Reino Unido      |                                                    |
| Tupolev TB-3                             | 1932              | União Soviética  |                                                    |
| Vickers Warwick                          | 1942              | Reino Unido      | Polacos no exílio, África do Sul                   |

#### Bombardeiros médios
| Nome do avião                                       | Entrou em serviço | País de origem  | Operador(es) caso seja diferente do país de origem                              |
| --------------------------------------------------- | ----------------- | --------------- | ------------------------------------------------------------------------------- |
| Amiot 143                                           | 1936              | França          |                                                                                 |
| Amiot 354                                           | 1940              | França          | Alemanha Nazi                                                                   |
| Arado Ar 234                                        | 1944              | Alemanha        |                                                                                 |
| Arkhangelsky Ar-2                                   | 1940              | União Soviética |                                                                                 |
| Armstrong Whitworth Whitley                         | 1937              | Reino Unido     |                                                                                 |
| Avia F.39                                           | 1932              | Tchecoslováquia |                                                                                 |
| Avro Anson                                          | 1936              | Reino Unido     | Canadá, Finlândia, Grécia, Iraque                                               |
| Blackburn Botha                                     | 1939              | Reino Unido     |                                                                                 |
| Bloch MB.131                                        | 1938              | França          |                                                                                 |
| Bloch MB.170                                        | 1940              | França          |                                                                                 |
| Bloch MB.200                                        | 1935              | França          | Bulgária, Tchecoslováquia, Alemanha Nazi                                        |
| Bloch MB.210                                        | 1937              | França          |                                                                                 |
| Breda Ba.88                                         | 1938              | Itália          |                                                                                 |
| Bristol Beaufort                                    | 1940              | Reino Unido     | Austrália, Canadá, Nova Zelândia, África do Sul                                 |
| Bristol Blenheim/Bolingbroke/Bisley                 | 1937              | Reino Unido     | Canadá, Finlândia, Grécia, França, Iugoslávia                                   |
| Bristol Bombay                                      | 1939              | Reino Unido     |                                                                                 |
| CANT Z.1007                                         | 1938              | Itália          |                                                                                 |
| Caproni Ca.135                                      | 1937              | Itália          |                                                                                 |
| Caproni Ca.309                                      | 1937              | Itália          | Bulgária, Hungria                                                               |
| Caproni Ca.310-Ca.314                               | 1938              | Itália          | Croácia, França, Hungria, Noruega, Alemanha Nazi, Iugoslávia                    |
| Curtiss A-18 Shrike                                 | 1936              | Estados Unidos  |                                                                                 |
| de Havilland Mosquito                               | 1941              | Reino Unido     | Canadá, Austrália, Noruega                                                      |
| Dornier Do 11                                       | 1932              | Alemanha        | Bulgária                                                                        |
| Dornier Do 17                                       | 1937              | Alemanha        | Bulgária, Finlândia, Iugoslávia                                                 |
| Dornier Do 215                                      | 1939              | Alemanha        |                                                                                 |
| Dornier Do 217                                      | 1941              | Alemanha        | Itália                                                                          |
| Douglas A-20 Havoc/Boston                           | 1941              | Estados Unidos  | Austrália, Brasil, França, Reino Unido, União Soviética, Canadá                 |
| Douglas A-26 Invader                                | 1944              | Estados Unidos  |                                                                                 |
| Douglas B-18 Bolo/Digby                             | 1936              | Estados Unidos  | Brasil, Canadá                                                                  |
| Douglas B-23/UC-67 Dragon                           | 1939              | Estados Unidos  |                                                                                 |
| Fiat BR.20                                          | 1938              | Itália          |                                                                                 |
| Fokker T.V                                          | 1938              | Países Baixos   |                                                                                 |
| Handley Page Hampden                                | 1938              | Reino Unido     | Canadá, União Soviética                                                         |
| Heinkel He 111                                      | 1936              | Alemanha        | Bulgária, China, Hungria, Romênia, Eslováquia                                   |
| Ilyushin DB-3/Il-4                                  | 1938              | União Soviética | Finlândia                                                                       |
| Junkers Ju 86                                       | 1936              | Alemanha        | África do Sul                                                                   |
| Junkers Ju 88                                       | 1938              | Alemanha        | Finlândia, Itália, Romênia                                                      |
| Junkers Ju 188                                      | 1943              | Alemanha        | Hungria                                                                         |
| Junkers Ju 388                                      | 1944              | Alemanha        |                                                                                 |
| Kawasaki Ki-48                                      | 1940              | Japão           |                                                                                 |
| Keystone B-3A                                       | 1926              | Estados Unidos  | Filipinas                                                                       |
| Kyushu Q1W                                          | 1945              | Japão           |                                                                                 |
| Lioré et Olivier LeO 451                            | 1939              | França          |                                                                                 |
| Lockheed Hudson                                     | 1939              | Estados Unidos  | Brasil, Austrália, Canadá, Nova Zelândia, Reino Unido                           |
| Lockheed PV Ventura/B-34 Lexington and PV-2 Harpoon | 1942              | Estados Unidos  | Austrália, Brasil, Canadá, Nova Zelândia, África do Sul, Reino Unido            |
| Martin 139 & 166 (B-10 & B-12)                      | 1934              | Estados Unidos  | China, Países Baixos, Filipinas, Tailândia                                      |
| Martin B-26 Marauder                                | 1941              | Estados Unidos  | França, Reino Unido, África do Sul                                              |
| Martin Baltimore                                    | 1941              | Estados Unidos  | Austrália, França, Grécia, co-beligerante Itália, África do Sul, Reino Unido    |
| Martin Maryland                                     | 1939              | Estados Unidos  | França, Reino Unido                                                             |
| Mitsubishi G3M                                      | 1937              | Japão           |                                                                                 |
| Mitsubishi G4M                                      | 1941              | Japão           |                                                                                 |
| Mitsubishi Ki-21                                    | 1938              | Japão           | Tailândia                                                                       |
| Mitsubishi Ki-67                                    | 1942              | Japão           |                                                                                 |
| Nakajima Ki-49                                      | 1938              | Japão           |                                                                                 |
| North American B-25 Mitchell                        | 1941              | Estados Unidos  | Austrália, Brasil, Canadá, China, França, Holanda, Reino Unido, União Soviética |
| Petlyakov Pe-2                                      | 1941              | União Soviética | Finlândia                                                                       |
| Potez 540                                           | 1934              | França          |                                                                                 |
| PZL.37 Łoś                                          | 1938              | Polónia         | Romênia, Alemanha Nazi                                                          |
| Savoia-Marchetti SM.79                              | 1937              | Itália          | Iraque, Romênia                                                                 |
| Savoia-Marchetti SM.81                              | 1935              | Itália          |                                                                                 |
| Savoia-Marchetti SM.84                              | 1941              | Itália          |                                                                                 |
| Sukhoi Su-2                                         | 1937              | União Soviética |                                                                                 |
| Tupolev SB/Avia B.71                                | 1934              | União Soviética | Bulgária, China, Tchecoslováquia, Finlândia                                     |
| Tupolev TB-1                                        | 1929              | União Soviética |                                                                                 |
| Tupolev Tu-2                                        | 1944              | União Soviética |                                                                                 |
| Vickers Type 264 Valentia                           | 1934              | Reino Unido     |                                                                                 |
| Vickers Wellington                                  | 1938              | Reino Unido     | Austrália                                                                       |
| Yermolayev Yer-2                                    | 1941              | União Soviética |                                                                                 |
| Yokosuka P1Y                                        | 1945              | Japão           |                                                                                 |

#### Bombardeiros leves e aviões de apoio próximo
| Nome do avião                   | Entrou em serviço | País de origem  | Operador(es) caso seja diferente do país de origem                         |
| ------------------------------- | ----------------- | --------------- | -------------------------------------------------------------------------- |
| Aero A.100                      | 1933              | Tchecoslováquia |                                                                            |
| Aero A.304                      | 1937              | Tchecoslováquia | Bulgária, Alemanha Nazi                                                    |
| Blackburn Ripon                 | 1929              | Reino Unido     | Finlândia                                                                  |
| Blackburn Shark                 | 1935              | Reino Unido     | Canadá                                                                     |
| Breda Ba.64                     | 1937              | Itália          |                                                                            |
| Breda Ba.65                     | 1937              | Itália          | Iraque                                                                     |
| Breguet 19                      | 1924              | França          | Bélgica, Iugoslávia, Croácia, Polônia                                      |
| Breguet 691, 693, 695           | 1939              | França          |                                                                            |
| Curtiss A-12 Shrike             | 1933              | Estados Unidos  |                                                                            |
| Fairey Battle                   | 1937              | Reino Unido     | Austrália, Bélgica, Canadá, Grécia                                         |
| Fairey Fox                      | 1932              | Reino Unido     | Bélgica                                                                    |
| Fairey Gordon                   | 1931              | Reino Unido     | Nova Zelândia                                                              |
| Fairey IIIF                     | 1926              | Reino Unido     | Grécia                                                                     |
| Fokker C.V                      | 1924              | Países Baixos   | Dinamarca, Finlândia, Noruega                                              |
| Fokker C.X                      | 1932              | Países Baixos   | Finlândia                                                                  |
| Hawker Hart                     | 1930              | Reino Unido     | Finlândia                                                                  |
| Hawker Hind                     | 1935              | Reino Unido     | Nova Zelândia                                                              |
| Hawker Horsley/Dantorp          | 1927              | Reino Unido     | Grécia, Dinamarca                                                          |
| Heinkel He 45                   | 1931              | Alemanha        | Bulgária, Hungria                                                          |
| Heinkel He 50                   | 1935              | Alemanha        |                                                                            |
| Henschel Hs 123                 | 1936              | Alemanha        |                                                                            |
| Henschel Hs 129                 | 1938              | Alemanha        |                                                                            |
| IAR 37/38/39                    | 1938              | Roménia         |                                                                            |
| Ilyushin Il-2                   | 1941              | União Soviética |                                                                            |
| Ilyushin Il-10                  | 1944              | União Soviética |                                                                            |
| Junkers Ju 87                   | 1937              | Alemanha        | Bulgária                                                                   |
| Kawasaki Ki-32                  | 1938              | Japão           | Manchukuo                                                                  |
| Kharkov KhAI-5/Neman R-10       | 1936              | União Soviética |                                                                            |
| Letov Š-16                      | 1928              | Tchecoslováquia | Letônia, Turquia                                                           |
| Mitsubishi Ki-30                | 1938              | Japão           | Tailândia                                                                  |
| Mitsubishi Ki-51                | 1939              | Japão           |                                                                            |
| North American A-36 Apache      | 1942              | Estados Unidos  |                                                                            |
| Northrop/Douglas A-17/8-A/Nomad | 1935              | Estados Unidos  | África do Sul, Canadá, França, Iraque, Países Baixos, Noruega, Reino Unido |
| Polikarpov Po-2                 | 1929              | União Soviética | Finlândia                                                                  |
| Polikarpov R-5                  | 1931              | União Soviética |                                                                            |
| Polikarpov R-Z                  | 1935              | União Soviética |                                                                            |
| Potez 25                        | 1925              | França          | Iugoslávia, Polônia                                                        |
| PZL.23/43 Karaś                 | 1936              | Polónia         | Romênia, Bulgária                                                          |
| Reggiane Re.2002                | 1941              | Itália          | Alemanha Nazi                                                              |
| Rogožarski R-100                | 1938              | Iugoslávia      | Croácia                                                                    |
| Savoia-Marchetti SM.85          | 1936              | Itália          |                                                                            |
| Vickers Vildebeest              | 1933              | Reino Unido     | Nova Zelândia                                                              |
| Vickers Wellesley               | 1937              | Reino Unido     |                                                                            |
| Vultee A-31/A-35/Vengeance      | 1942              | Estados Unidos  | Austrália, Brasil, França, Índia, Reino Unido                              |
| Vultee V-11/V-12/A-19/BSh-1     | 1939              | Estados Unidos  | Brasil, China, União Soviética                                             |
| Weiss WM-21 Sólyom              | 1938              | Hungria         |                                                                            |
| Yakovlev Yak-4                  | 1941              | União Soviética |                                                                            |

#### Bombardeiros navais com base em transporte
| Nome do avião                      | Entrou em serviço | País de origem | Operador(es) caso seja diferente do país de origem |
| ---------------------------------- | ----------------- | -------------- | -------------------------------------------------- |
| Aichi B7A                          | 1945              | Japão          |                                                    |
| Aichi D1A                          | 1934              | Japão          |                                                    |
| Aichi D3A                          | 1937              | Japão          |                                                    |
| Blackburn Skua                     | 1938              | Reino Unido    |                                                    |
| Brewster SB2A Buccaneer/Bermuda    | 1941              | Estados Unidos | Reino Unido                                        |
| Consolidated TBY Sea Wolf          | 1944              | Estados Unidos |                                                    |
| Curtiss SB2C Helldiver/A-25 Shrike | 1943              | Estados Unidos |                                                    |
| Curtiss SBC Helldiver/Cleveland    | 1938              | Estados Unidos | França, Reino Unido                                |
| Douglas DT                         | 1921              | Estados Unidos | Noruega                                            |
| Douglas SBD Dauntless/A-24 Banshee | 1940              | Estados Unidos | Nova Zelândia                                      |
| Douglas TBD Devastator             | 1935              | Estados Unidos |                                                    |
| Fairey Albacore                    | 1940              | Reino Unido    | Canadá                                             |
| Fairey Barracuda                   | 1942              | Reino Unido    |                                                    |
| Fairey Swordfish                   | 1936              | Reino Unido    | Canadá                                             |
| Fieseler Fi 167                    | 1940              | Alemanha       | Croácia, Romênia                                   |
| Grumman TBF/TBM Avenger            | 1942              | Estados Unidos | Reino Unido, Nova Zelândia                         |
| Loire-Nieuport LN.401              | 1939              | França         |                                                    |
| Mitsubishi B5M                     | 1937              | Japão          |                                                    |
| Nakajima B5N                       | 1938              | Japão          |                                                    |
| Nakajima B6N                       | 1942              | Japão          |                                                    |
| Naval Aircraft Factory SBN         | 1941              | Estados Unidos |                                                    |
| Vought SB2U Vindicator/Chesapeake  | 1937              | Estados Unidos | Reino Unido, França                                |
| Yokosuka B4Y                       | 1936              | Japão          |                                                    |
| Yokosuka D4Y                       | 1942              | Japão          |                                                    |

#### Aviões de reconhecimento tático, exercício de cooperação e observação
| Nome do avião                  | Entrou em serviço | País de origem  | Operador(es) caso seja diferente do país de origem |
| ------------------------------ | ----------------- | --------------- | -------------------------------------------------- |
| Aero A.32                      | 1928              | Tchecoslováquia | Finlândia                                          |
| ANF Les Mureaux 113, 115, 117  | 1933              | França          |                                                    |
| Armstrong Whitworth Atlas      | 1927              | Reino Unido     | Canadá                                             |
| Breguet 270 Series             | 1930              | França          | França, China                                      |
| Curtiss O-52 Owl               | 1940              | Estados Unidos  | União Soviética                                    |
| DAR-3 Garvan                   | 1937              | Bulgária        |                                                    |
| Douglas O-43                   | 1933              | Estados Unidos  |                                                    |
| Douglas O-46                   | 1936              | Estados Unidos  | Filipinas                                          |
| Focke-Wulf Fw 189              | 1941              | Alemanha        | Bulgária, Hungria, Romênia                         |
| Fokker C.VIII                  | 1928              | Países Baixos   |                                                    |
| Hawker Audax, Nisr & Hartebees | 1931              | Reino Unido     | Índia, Iraque, Pérsia, África do Sul               |
| Hawker Hector                  | 1936              | Reino Unido     |                                                    |
| Heinkel He 46                  | 1931              | Alemanha        | Hungria                                            |
| Henschel Hs 126                | 1937              | Alemanha        | Grécia                                             |
| IMAM Ro.37                     | 1935              | Itália          | Hungria                                            |
| Kaproni Bulgarski KB-11        | 1941              | Bulgária        |                                                    |
| Letov Š-328                    | 1934              | Tchecoslováquia | Bulgária, Alemanha Nazi, Eslováquia                |
| Lublin R-XIII                  | 1932              | Polónia         | Romênia                                            |
| North American O-47            | 1934              | Estados Unidos  |                                                    |
| Renard R-31                    | 1935              | Bélgica         |                                                    |
| RWD-14 Czapla                  | 1939              | Polónia         | Romênia                                            |
| Tachikawa Ki-36                | 1938              | Japão           | Tailândia                                          |
| VL Kotka                       | 1931              | Finlândia       |                                                    |
| Vought O2U & O3U Corsair       | 1926              | Estados Unidos  | Brasil, China, Tailândia                           |
| Westland Lysander              | 1936              | Reino Unido     | Canadá, França, Finlândia, Índia, Estados Unidos   |
| Westland Wapiti                | 1928              | Reino Unido     | Austrália, Canadá, Índia                           |
| Westland Wallace               | 1933              | Reino Unido     |                                                    |

### Aviões estratégicos e de foto-reconhecimento
Aviões estratégicos e de foto-reconhecimento eram variantes frequentemente especialmente modificados de aviões de alto desempenho, geralmente caças ou bombardeiros.
| Nome do avião                              | Entrou em serviço | País de origem  | Operador(es) caso seja diferente do país de origem |
| ------------------------------------------ | ----------------- | --------------- | -------------------------------------------------- |
| Arado Ar 234                               | 1944              | Alemanha        |                                                    |
| Boeing F-9 Flying Fortress                 | 1940              | Estados Unidos  |                                                    |
| Consolidated F-7 Liberator                 | 1940              | Estados Unidos  |                                                    |
| Variantes do de Havilland Mosquito PR      | 1941              | Reino Unido     | Canadá, Estados Unidos                             |
| Dornier Do 17Z-3                           | 1937              | Alemanha        | Iugoslávia                                         |
| Dornier Do 215B-0/1/4                      | 1939              | Alemanha        |                                                    |
| Dornier Do 217A-0                          | 1941              | Alemanha        |                                                    |
| Douglas F-3 Havoc                          | 1941              | Estados Unidos  |                                                    |
| Fiat CR.25                                 | 1938              | Itália          |                                                    |
| Focke-Wulf Fw 190A-3/U4, A-4/U4 & A-5/U4   | 1941              | Alemanha        |                                                    |
| Focke-Wulf Ta 152H-1-0                     | 1945              | Alemanha        |                                                    |
| Heinkel He 70K/170                         | 1937              | Alemanha        | Hungria                                            |
| Junkers Ju 86P                             | 1936              | Alemanha        |                                                    |
| Junkers Ju 88D & T                         | 1939              | Alemanha        |                                                    |
| Junkers Ju 188D & F                        | 1943              | Alemanha        |                                                    |
| Lockheed F-4 and F-5 Lightning             | 1941              | Estados Unidos  | França, Itália                                     |
| Messerschmitt Bf 109E-5/F-6/G-4            | 1937              | Alemanha        |                                                    |
| Messerschmitt Bf 110C-5/E-3/F-3            | 1937              | Alemanha        |                                                    |
| Messerschmitt Me 210B                      | 1943              | Alemanha        |                                                    |
| Messerschmitt Me 262A-1a/U3                | 1944              | Alemanha        |                                                    |
| Messerschmitt Me 410A-1/U-1, A-2/U-1 & A-3 | 1943              | Alemanha        |                                                    |
| Mitsubishi Ki-15/C5M                       | 1937              | Japão           |                                                    |
| Mitsubishi Ki-46                           | 1941              | Japão           |                                                    |
| Nakajima C6N                               | 1944              | Japão           |                                                    |
| North American F-6 Mustang                 | 1942              | Estados Unidos  | França                                             |
| Potez 63.11                                | 1939              | França          |                                                    |
| PWS-10                                     | 1932              | Polónia         |                                                    |
| Variantes do Supermarine Spitfire PR       | 1938              | Reino Unido     | Estados Unidos, União Soviética...                 |
| Yakovlev Yak-9R                            | 1942              | União Soviética |                                                    |
| Yokosuka R2Y                               | 1945              | Japão           |                                                    |

### Hidroaviões
| Nome do avião                                 | Entrou em serviço | País de origem  | Operador(es) caso seja diferente do país de origem                       |
| --------------------------------------------- | ----------------- | --------------- | ------------------------------------------------------------------------ |
| Aichi E11A                                    | 1937              | Japão           |                                                                          |
| Aichi H9A                                     | 1942              | Japão           |                                                                          |
| Beriev MBR-2                                  | 1935              | União Soviética |                                                                          |
| Blohm & Voss BV 138                           | 1940              | Alemanha        |                                                                          |
| Blohm & Voss BV 222                           | 1941              | Alemanha        |                                                                          |
| Boeing 314 Clipper/C-98                       | 1939              | Estados Unidos  |                                                                          |
| Breguet 521 Bizerte & 530 Saigon              | 1935              | França          | Alemanha Nazi                                                            |
| CAMS 37                                       | 1926              | França          |                                                                          |
| CAMS 55                                       | 1930              | França          |                                                                          |
| Canadian Vickers Vancouver                    | 1930              | Canadá          |                                                                          |
| Canadian Vickers Vedette                      | 1925              | Canadá          |                                                                          |
| CANT Z.501                                    | 1935              | Itália          | Romênia                                                                  |
| CANT Z.506                                    | 1936              | Itália          |                                                                          |
| Chyetverikov MDR-6                            | 1941              | União Soviética |                                                                          |
| Consolidated PBY/PBN/PBV/OA-10 Catalina/Canso | 1935              | Estados Unidos  | Austrália, Brasil, Canadá, França, Noruega, Reino Unido, União Soviética |
| Consolidated PB2Y Coronado                    | 1937              | Estados Unidos  | Reino Unido                                                              |
| Dornier Do 18                                 | 1938              | Alemanha        |                                                                          |
| Dornier Do 24                                 | 1937              | Alemanha        | Austrália, Países Baixos                                                 |
| Dornier Do 26                                 | 1938              | Alemanha        |                                                                          |
| Dornier Do J                                  | 1922              | Alemanha        | Dinamarca                                                                |
| Douglas Dolphin                               | 1931              | Estados Unidos  | Austrália, China                                                         |
| Grumman J2F Duck                              | 1936              | Estados Unidos  |                                                                          |
| Grumman J4F Widgeon/Gosling                   | 1940              | Estados Unidos  | Brasil, Reino Unido                                                      |
| Grumman JRF Goose                             | 1937              | Estados Unidos  | Brasil, Canadá, Reino Unido                                              |
| Hall PH                                       | 1931              | Estados Unidos  |                                                                          |
| Ikarus IO                                     | 1926              | Iugoslávia      |                                                                          |
| Ikarus ŠM                                     | 1924              | Iugoslávia      |                                                                          |
| Kawanishi E11K                                | 1937              | Japão           |                                                                          |
| Kawanishi H6K                                 | 1938              | Japão           |                                                                          |
| Kawanishi H8K                                 | 1942              | Japão           |                                                                          |
| Latécoère 300                                 | 1932              | França          |                                                                          |
| Latécoère 521-523                             | 1935              | França          |                                                                          |
| Latécoère 611                                 | 1940              | França          |                                                                          |
| Loire 70                                      | 1937              | França          |                                                                          |
| Loire 130                                     | 1937              | França          |                                                                          |
| Loire 501                                     | 1933              | França          |                                                                          |
| Lioré et Olivier LeO H-47                     | 1937              | França          |                                                                          |
| Lioré et Olivier LeO H-246                    | 1939              | França          | Alemanha Nazi                                                            |
| Macchi M.C.94                                 | 1936              | Itália          |                                                                          |
| Macchi M.C.100                                | 1940              | Itália          |                                                                          |
| Martin JRM Mars                               | 1943              | Estados Unidos  |                                                                          |
| Martin M-130                                  | 1934              | Estados Unidos  |                                                                          |
| Martin PBM Mariner                            | 1940              | Estados Unidos  | Reino Unido, Austrália, Países Baixos                                    |
| Potez 452                                     | 1936              | França          |                                                                          |
| Saro Cutty Sark                               | 1930              | Reino Unido     | China, Nova Zelândia                                                     |
| Saro Lerwick                                  | 1940              | Reino Unido     | Canadá                                                                   |
| Saro London                                   | 1936              | Reino Unido     | Canadá                                                                   |
| Shavrov Sh-2                                  | 1934              | União Soviética | Finlândia                                                                |
| Short Empire                                  | 1936              | Reino Unido     | Austrália, Nova Zelândia                                                 |
| Short S.26                                    | 1940              | Reino Unido     |                                                                          |
| Short Singapore                               | 1935              | Reino Unido     | Nova Zelândia                                                            |
| Short Sunderland                              | 1938              | Reino Unido     | Austrália, França, Nova Zelândia, Noruega, Canadá                        |
| Sikorsky JRS-1/OA-8                           | 1935              | Estados Unidos  |                                                                          |
| SNCASE SE.200                                 | 1942              | França          | Alemanha Nazi                                                            |
| Supermarine Sea Otter                         | 1942              | Reino Unido     |                                                                          |
| Supermarine Stranraer                         | 1937              | Reino Unido     | Canadá                                                                   |
| Supermarine Walrus                            | 1935              | Reino Unido     | Austrália, Canadá, França, Nova Zelândia                                 |
| Tupolev MTB-1                                 | 1929              | União Soviética |                                                                          |
| Yokosuka H5Y                                  | 1939              | Japão           |                                                                          |

#### Hidroaviões flutuadores
| Nome do avião                          | Entrou em serviço | País de origem  | Operador(es) caso seja diferente do país de origem |
| -------------------------------------- | ----------------- | --------------- | -------------------------------------------------- |
| Aichi E13A                             | 1941              | Japão           | Tailândia                                          |
| Aichi E16A                             | 1944              | Japão           |                                                    |
| Aichi M6A                              | 1945              | Japão           |                                                    |
| Arado Ar 95                            | 1936              | Alemanha        |                                                    |
| Arado Ar 196                           | 1938              | Alemanha        | Bulgária, Finlândia, Noruega                       |
| Arado Ar 199                           | 1939              | Alemanha        |                                                    |
| Arado Ar 231                           | 1941              | Alemanha        |                                                    |
| Beriev Be-2                            | 1938              | União Soviética |                                                    |
| Beriev Be-4                            | 1942              | União Soviética |                                                    |
| Besson MB.411                          | 1935              | França          |                                                    |
| Curtiss SC Seahawk                     | 1944              | Estados Unidos  |                                                    |
| Curtiss SO3C Seamew                    | 1942              | Estados Unidos  | Reino Unido                                        |
| Curtiss SOC Seagull                    | 1935              | Estados Unidos  |                                                    |
| Dornier Do 22                          | 1938              | Alemanha        | Finlândia, Iugoslávia, Grécia                      |
| Fairey Seafox                          | 1937              | Reino Unido     |                                                    |
| Fairey Swordfish                       | 1936              | Reino Unido     |                                                    |
| Farman NC.470                          | 1938              | França          |                                                    |
| Fiat RS.14                             | 1941              | Itália          |                                                    |
| Fokker C.XI-W                          | 1935              | Países Baixos   |                                                    |
| Fokker C.XIV-W                         | 1937              | Países Baixos   |                                                    |
| Fokker T.IV                            | 1927              | Países Baixos   |                                                    |
| Fokker T.VIII                          | 1938              | Países Baixos   | Alemanha Nazi, Reino Unido                         |
| Gourdou-Leseurre GL-810-813 HY         | 1930              | França          |                                                    |
| Gourdou-Leseurre GL-832 HY             | 1930              | França          |                                                    |
| Heinkel HE 8                           | 1927              | Alemanha        | Dinamarca                                          |
| Heinkel He 42                          | 1929              | Alemanha        | Bulgária                                           |
| Heinkel He 59                          | 1935              | Alemanha        | Finlândia                                          |
| Heinkel He 60                          | 1933              | Alemanha        | Bulgária                                           |
| Heinkel He 114                         | 1939              | Alemanha        | Romênia                                            |
| Heinkel He 115                         | 1939              | Alemanha        | Finlândia, Noruega, Reino Unido                    |
| IMAM Ro.43                             | 1935              | Itália          |                                                    |
| Kawanishi E7K                          | 1935              | Japão           |                                                    |
| Kawanishi N1K                          | 1944              | Japão           |                                                    |
| Latécoère 290                          | 1934              | França          |                                                    |
| Latécoère 298                          | 1938              | França          | Alemanha Nazi                                      |
| Levasseur PL.15                        | 1933              | França          |                                                    |
| Lioré et Olivier LeO H-43              | 1940              | França          |                                                    |
| Marinens Flyvebaatfabrikk/Høver M.F.8  | 1924              | Noruega         |                                                    |
| Marinens Flyvebaatfabrikk/Høver M.F.10 | 1929              | Noruega         |                                                    |
| Marinens Flyvebaatfabrikk/Høver M.F.11 | 1932              | Noruega         | Finlândia                                          |
| Mitsubishi F1M                         | 1941              | Japão           |                                                    |
| Nakajima A6M2-N                        | 1942              | Japão           |                                                    |
| Nakajima E8N                           | 1935              | Japão           | Tailândia                                          |
| Northrop Delta                         | 1936              | Estados Unidos  | Canadá                                             |
| Northrop N-3PB                         | 1940              | Noruega         |                                                    |
| Rogožarski SIM-XII-H                   | 1938              | Iugoslávia      |                                                    |
| Rogožarski SIM-XIV-H                   | 1939              | Iugoslávia      |                                                    |
| VL Sääski                              | 1928              | Finlândia       |                                                    |
| Vought OS2U Kingfisher                 | 1938              | Estados Unidos  | Austrália, Reino Unido                             |
| Watanabe E9W                           | 1938              | Japão           |                                                    |
| Watanabe K6W/WS-103                    | 1938              | Japão           | Tailândia                                          |
| Yokosuka E14Y                          | 1941              | Japão           |                                                    |
| Yokosuka K4Y                           | 1933              | Japão           |                                                    |

### Aviões de transporte e utilitário

#### Aviões de carga e passageiros
| Nome do avião                                         | Entrou em serviço | País de origem  | Operador(es) caso seja diferente do país de origem                   |
| ----------------------------------------------------- | ----------------- | --------------- | -------------------------------------------------------------------- |
| Arado Ar 232                                          | 1943              | Alemanha        |                                                                      |
| Armstrong Whitworth Albemarle                         | 1940              | Reino Unido     | União Soviética                                                      |
| Avro Lancastrian                                      | 1945              | Reino Unido     |                                                                      |
| Avro York                                             | 1944              | Reino Unido     |                                                                      |
| Boeing 247/UC-73                                      | 1933              | Estados Unidos  | Reino Unido, Canadá                                                  |
| Boeing 307/UC-75                                      | 1940              | Estados Unidos  |                                                                      |
| Bristol Buckingham                                    | 1943              | Reino Unido     |                                                                      |
| Budd RB Conestoga                                     | 1944              | Estados Unidos  |                                                                      |
| Caproni Ca.111                                        | 1932              | Itália          |                                                                      |
| Caproni Ca.133                                        | 1935              | Itália          |                                                                      |
| Consolidated C-87/C-109 Liberator Express             | 1942              | Estados Unidos  | Reino Unido                                                          |
| Curtiss-Wright C-46 Commando                          | 1941              | Estados Unidos  |                                                                      |
| de Havilland Albatross                                | 1938              | Reino Unido     |                                                                      |
| Douglas C-47 Skytrain/Dakota                          | 1941              | Estados Unidos  | Brasil, Canadá, França, Índia, Nova Zelândia, Reino Unido            |
| Douglas C-54/R5D Skymaster                            | 1942              | Estados Unidos  | Reino Unido                                                          |
| Douglas DC-2/C-32                                     | 1934              | Estados Unidos  | Austrália, Finlândia, Japão, Reino Unido                             |
| Douglas DC-3                                          | 1935              | Estados Unidos  | Japão                                                                |
| Douglas DC-5/C-110/R3D                                | 1940              | Estados Unidos  | Austrália, Japão                                                     |
| Farman F.224                                          | 1932              | França          |                                                                      |
| Fiat G.12                                             | 1941              | Itália          |                                                                      |
| Fiat G.18                                             | 1936              | Itália          |                                                                      |
| Fokker F.VII                                          | 1925              | Países Baixos   | Finlândia, Polônia                                                   |
| Fokker Super Universal/Nakajima Ki-6/C2N              | 1931              | Estados Unidos  | Japão, Manchukuo                                                     |
| Ford Trimotor                                         | 1926              | Estados Unidos  | Austrália                                                            |
| Gotha Go 244                                          | 1942              | Alemanha        |                                                                      |
| Handley Page H.P.54 Harrow                            | 1937              | Reino Unido     | Canadá                                                               |
| Handley Page Halifax                                  | 1940              | Reino Unido     |                                                                      |
| Heinkel He 116                                        | 1938              | Alemanha        |                                                                      |
| Junkers G 24                                          | 1925              | Alemanha        | Grécia                                                               |
| Junkers G 31                                          | 1926              | Alemanha        | Austrália                                                            |
| Junkers Ju 52                                         | 1932              | Alemanha        | Grécia, Bulgária, Noruega                                            |
| Junkers Ju 90                                         | 1938              | Alemanha        |                                                                      |
| Junkers Ju 252                                        | 1942              | Alemanha        |                                                                      |
| Junkers Ju 352                                        | 1944              | Alemanha        |                                                                      |
| Kawasaki Ki-56 aperfeiçoado Lockheed 14               | 1940              | Japão           |                                                                      |
| Kokusai Ki-59                                         | 1941              | Japão           |                                                                      |
| Lisunov Li-2 construído sob-licença o modificado DC-3 | 1939              | União Soviética |                                                                      |
| Lockheed Model 14 Super Electra                       | 1937              | Estados Unidos  | Reino Unido, Canadá, Japão, África do Sul                            |
| Lockheed 18/C-60 Lodestar                             | 1937              | Estados Unidos  | Austrália, Brasil, Canadá, Nova Zelândia, África do Sul, Reino Unido |
| Messerschmitt Me 323                                  | 1943              | Alemanha        |                                                                      |
| Mitsubishi Ki-57                                      | 1942              | Japão           |                                                                      |
| Nakajima Ki-4                                         | 1934              | Japão           | Japão, Manchukuo                                                     |
| Percival Petrel                                       | 1937              | Reino Unido     |                                                                      |
| Potez 62                                              | 1935              | França          |                                                                      |
| Potez 650                                             | 1937              | França          |                                                                      |
| Savoia-Marchetti S.73                                 | 1934              | Itália          | Bélgica, Reino Unido                                                 |
| Savoia-Marchetti SM.75                                | 1938              | Itália          | Alemanha Nazi, Hungria                                               |
| Savoia-Marchetti SM.82                                | 1940              | Itália          | Alemanha Nazi                                                        |
| Savoia-Marchetti S.83                                 | 1938              | Itália          | Bélgica                                                              |
| Short Stirling                                        | 1943              | Reino Unido     |                                                                      |
| Showa/Nakajima L2D                                    | 1939              | Japão           |                                                                      |
| Siebel Si 204                                         | 1942              | Alemanha        |                                                                      |
| Tupolev ANT-9                                         | 1931              | União Soviética | Turquia                                                              |
| Yokosuka L3Y                                          | 1935              | Japão           |                                                                      |

#### Aviões de transporte leve, utilitário e comunicações
Muitos aviões nesta categoria entraram em serviço e alguns serviram em números muito pequenos. O país de origem (o primeiro da lista), não pode-se tê-lo usado em uma capacidade militar, bem como a data representa de sua entrada original em serviço, não quando foi utilizado pela primeira vez por uma organização militar.
| Nome do avião                                         | Entrou em serviço | País de origem  | Operador(es) caso seja diferente do país de origem                   |
| ----------------------------------------------------- | ----------------- | --------------- | -------------------------------------------------------------------- |
| Airspeed Envoy                                        | 1934              | Reino Unido     | Finlândia, África do Sul                                             |
| AVIA FL.3                                             | 1939              | Itália          | Alemanha Nazi, Croácia                                               |
| Barkley-Grow T8P-1                                    | 1937              | Estados Unidos  | Canadá                                                               |
| Beechcraft 17 Staggerwing/UC-43 Traveler              | 1933              | Estados Unidos  | Austrália, Brasil, Reino Unido, Nova Zelândia                        |
| Beechcraft Model 18/C-45/JRB/SNB/AT-7/AT-11 Expeditor | 1937              | Estados Unidos  | Brasil, Canadá, França, Reino Unido                                  |
| Beneš-Mráz Be-555 Super Bibi                          | 1936              | Tchecoslováquia |                                                                      |
| Bloch MB.81                                           | 1935              | França          |                                                                      |
| Bloch MB.120                                          | 1935              | França          |                                                                      |
| Breda Ba.44                                           | 1934              | Itália          |                                                                      |
| Caproni Ca.164                                        | 1938              | Itália          | França                                                               |
| Caudron C.272                                         | 1931              | França          |                                                                      |
| Caudron C.280/C.400/C.410                             | 1932              | França          |                                                                      |
| Caudron C.440                                         | 1934              | França          | Alemanha Nazi, Bélgica                                               |
| Caudron C.480 Frégate                                 | 1935              | França          |                                                                      |
| Caudron C.600 Aiglon                                  | 1935              | França          |                                                                      |
| Caudron C.635 Simoun                                  | 1935              | França          |                                                                      |
| Cessna 165                                            | 1935              | Estados Unidos  | Austrália, Finlândia                                                 |
| de Havilland DH.50                                    | 1923              | Reino Unido     | Austrália                                                            |
| de Havilland Dragon                                   | 1934              | Reino Unido     | Iraque, Nova Zelândia                                                |
| de Havilland Dragon Rapide/Dominie                    | 1934              | Reino Unido     | Austrália, Bélgica, Dinamarca, Iraque, Nova Zelândia, Estados Unidos |
| de Havilland Dragonfly                                | 1936              | Reino Unido     | Austrália, Dinamarca, Iraque                                         |
| de Havilland Express                                  | 1934              | Reino Unido     | Austrália, Nova Zelândia                                             |
| de Havilland Flamingo                                 | 1939              | Reino Unido     |                                                                      |
| de Havilland Fox Moth                                 | 1932              | Reino Unido     | Austrália, Nova Zelândia                                             |
| de Havilland Leopard Moth                             | 1933              | Reino Unido     | Austrália, Bélgica                                                   |
| de Havilland Moth Minor                               | 1937              | Reino Unido     | Austrália, Nova Zelândia                                             |
| de Havilland Puss Moth                                | 1930              | Reino Unido     | Canadá, Iraque, Nova Zelândia                                        |
| Fairchild 24 Argus/UC-61 Forwarder                    | 1932              | Estados Unidos  | Austrália, Brasil, Canadá, Tailândia, Reino Unido                    |
| Fairchild 71                                          | 1926              | Estados Unidos  | Canadá                                                               |
| Fairchild FC-2                                        | 1926              | Estados Unidos  | Canadá                                                               |
| Fairchild Super 71                                    | 1934              | Canadá          |                                                                      |
| Farman F.190                                          | 1928              | França          |                                                                      |
| Farman F.402                                          | 1934              | França          |                                                                      |
| Foster Wikner Wicko                                   | 1936              | Reino Unido     | Nova Zelândia                                                        |
| Fleet Freighter                                       | 1938              | Canadá          |                                                                      |
| Hanriot H.182                                         | 1934              | França          |                                                                      |
| Harlow C-80/PJC-2                                     | 1937              | Estados Unidos  | Reino Unido                                                          |
| Howard UC-70/GH Nightingale                           | 1939              | Estados Unidos  |                                                                      |
| Junkers F 13                                          | 1920              | Alemanha        | Finlândia                                                            |
| Junkers W 34 & K 43                                   | 1926              | Alemanha        | Austrália, Finlândia, Noruega                                        |
| SAI KZ II                                             | 1937              | Dinamarca       |                                                                      |
| Laville PS-89                                         | 1935              | União Soviética |                                                                      |
| Lockheed UC-101 Vega                                  | 1928              | Estados Unidos  | Austrália                                                            |
| Lockheed UC-85 Orion                                  | 1931              | Estados Unidos  |                                                                      |
| Lockheed 10/C-36 Electra                              | 1935              | Estados Unidos  | Canadá, Reino Unido                                                  |
| Lockheed 12/UC-40 Electra Junior                      | 1936              | Estados Unidos  | Canadá, Países Baixos, Reino Unido                                   |
| Miles Falcon                                          | 1934              | Reino Unido     | Austrália                                                            |
| Miles Merlin                                          | 1935              | Reino Unido     | Austrália                                                            |
| Miles Mentor                                          | 1938              | Reino Unido     |                                                                      |
| Miles Messenger                                       | 1942              | Reino Unido     |                                                                      |
| Miles Whitney Straight                                | 1936              | Reino Unido     | Nova Zelândia                                                        |
| Mitsubishi K3M                                        | 1931              | Japão           |                                                                      |
| Noorduyn Norseman                                     | 1935              | Canadá          | Austrália, Brasil, Estados Unidos                                    |
| Northrop Delta                                        | 1933              | Estados Unidos  | Canadá, Austrália                                                    |
| Moskalyev SAM-5                                       | 1935              | União Soviética |                                                                      |
| Percival Gull                                         | 1932              | Reino Unido     | Nova Zelândia                                                        |
| Percival Proctor                                      | 1939              | Reino Unido     |                                                                      |
| Percival Vega Gull                                    | 1935              | Reino Unido     | Austrália, Bélgica, Nova Zelândia                                    |
| Piper J-4                                             | 1938              | Estados Unidos  | Reino Unido                                                          |
| Porterfield 35                                        | 1935              | Estados Unidos  | Nova Zelândia                                                        |
| Potez 29                                              | 1927              | França          |                                                                      |
| Potez 56                                              | 1934              | França          |                                                                      |
| Potez 58                                              | 1934              | França          |                                                                      |
| Rearwin Sportster                                     | 1935              | Estados Unidos  | Nova Zelândia, Tailândia                                             |
| SAIMAN 202                                            | 1939              | Itália          | Croácia                                                              |
| Shcherbakov Shche-2                                   | 1943              | União Soviética |                                                                      |
| Spartan UC-71 Executive                               | 1936              | Estados Unidos  | Reino Unido, Canadá, China                                           |
| Putilov Stal-3                                        | 1933              | União Soviética |                                                                      |
| Stinson UC-81 Reliant                                 | 1933              | Estados Unidos  | Austrália, Noruega, Filipinas, Reino Unido                           |
| Stinson Voyager                                       | 1939              | Estados Unidos  | Canadá, França                                                       |
| Tugan Gannet                                          | 1935              | Austrália       |                                                                      |
| Tupolev PS-35                                         | 1937              | União Soviética |                                                                      |
| Waco UC-72 (e outras variantes do Waco)               | 1930s             | Estados Unidos  | Austrália, Brasil, Nova Zelândia, Noruega, Reino Unido               |
| Yakovlev Yak-6                                        | 1942              | União Soviética |                                                                      |

#### Avião de ligação
| Nome do avião                    | Entrou em serviço | País de origem  | Operador(es) caso seja diferente do país de origem |
| -------------------------------- | ----------------- | --------------- | -------------------------------------------------- |
| Aeronca L-3                      | 1941              | Estados Unidos  | Brasil                                             |
| Paulista CAP-4                   | 1935              | Brasil          |                                                    |
| Fieseler Fi 156 Storch           | 1936              | Alemanha        | Bulgária, Finlândia, Iugoslávia                    |
| Interstate Cadet/L-6 Grasshopper | 1942              | Estados Unidos  | Noruega                                            |
| Kokusai Ki-76                    | 1942              | Japão           |                                                    |
| Piper L-4, O-59 and NE-1         | 1938              | Estados Unidos  | Brasil                                             |
| Polikarpov U-2                   | 1927              | União Soviética |                                                    |
| RWD-13                           | 1935              | Polónia         | Romênia                                            |
| Stinson L-1/O-49 Vigilant        | 1941              | Estados Unidos  | Reino Unido                                        |
| Stinson L-5 Sentinel             | 1942              | Estados Unidos  | Reino Unido                                        |
| Taylorcraft Auster               | 1942              | Reino Unido     | Austrália                                          |
| Taylorcraft L-2                  | 1941              | Estados Unidos  |                                                    |

#### Planadores de transporte
| Nome do avião                | Entrou em serviço | País de origem  | Operador(es) caso seja diferente do país de origem |
| ---------------------------- | ----------------- | --------------- | -------------------------------------------------- |
| Airspeed Horsa               | 1942              | Reino Unido     | Estados Unidos                                     |
| Antonov A-7                  | 1942              | União Soviética |                                                    |
| DFS 230                      | 1938              | Alemanha        |                                                    |
| de Havilland Australia DHA-G | 1942              | Austrália       |                                                    |
| General Aircraft Hamilcar    | 1942              | Reino Unido     |                                                    |
| Gotha Go 242                 | 1941              | Alemanha        |                                                    |
| Gribovski G-11               | 1941              | União Soviética |                                                    |
| Kokusai Ku-8                 | 1941              | Japão           |                                                    |
| Kolesnikov-Tsibin KC-20      | 1942              | União Soviética |                                                    |
| Maeda Ku-1                   | 1941              | Japão           |                                                    |
| Messerschmitt Me 321         | 1941              | Alemanha        |                                                    |
| Slingsby Hengist             | 1942              | Reino Unido     |                                                    |
| Waco CG-3                    | 1942              | Estados Unidos  |                                                    |
| Waco CG-4/Hadrian            | 1942              | Estados Unidos  | Reino Unido                                        |
| Waco CG-13                   | 1945              | Estados Unidos  |                                                    |
| Waco CG-15                   | 1943              | Estados Unidos  |                                                    |

### Aviões de treino
Aviões de treino são utilizados para o treinamento básico de voo. Aviões de treino avançado foram utilizados para a familiarização com os sistemas mais complexos e maiores velocidades de aviões de combate, e para combate aéreo ou treinamento acrobático. Aviões de treino de vários motores foram utilizados para pilotos prontos para voar bombardeiros multi-motor e transporte, e para treinar os navegadores, os bombardeiros, artilheiros e engenheiros de voo. A maioria das nações usou aviões de combate obsoletos de formação avançada, embora os programas de formação em larga escala, tais como o Plano Britânico de Formação Aérea da Commonwealth (BCATP) necessitava de mais aviões do que estava disponível e os aviões foram projetados e construídos especificamente para cumprir funções de treinamento. Aviões de treino intermediário foram tentados em vários países para reduzir o atrito associado com a etapa até os aviões de treino avançado, mas as horas adicionais na fase primária reduziu a necessidade para isso.

#### Treino de planador
| Nome do avião            | Entrou em serviço | País de origem | Operador(es) caso seja diferente do país de origem |
| ------------------------ | ----------------- | -------------- | -------------------------------------------------- |
| DFS SG 38 Schulgleiter   | 1938              | Alemanha       | Japão e muitos outros...                           |
| General Aircraft Hotspur | 1940              | Reino Unido    |                                                    |
| Laister-Kauffman TG-4    | 1941              | Estados Unidos |                                                    |
| Slingsby Kirby Cadet     | 1935              | Reino Unido    |                                                    |
| Schweizer TG-3           | 1942              | Estados Unidos |                                                    |
| Schweizer TG-2/LNS-1     | 1938              | Estados Unidos |                                                    |
| Schneider Grunau Baby    | 1931              | Alemanha       | Dinamarca                                          |

#### Aviões de treino primário
| Nome do avião                                               | Entrou em serviço | País de origem  | Operador(es) caso seja diferente do país de origem                                         |
| ----------------------------------------------------------- | ----------------- | --------------- | ------------------------------------------------------------------------------------------ |
| ANBO IV                                                     | 1934              | Lituânia        |                                                                                            |
| Avro 504                                                    | 1913              | Reino Unido     | Estônia, Grécia, Tailândia                                                                 |
| Avro 626                                                    | 1930              | Reino Unido     | Bélgica, Canadá, Estônia, Grécia, Nova Zelândia                                            |
| Avro 643 Cadet                                              | 1932              | Reino Unido     | Austrália, China                                                                           |
| Avro Tutor                                                  | 1933              | Reino Unido     | Canadá, Dinamarca                                                                          |
| Beneš-Mráz Be-50 Beta-Minor                                 | 1935              | Tchecoslováquia | Alemanha Nazi, Eslováquia                                                                  |
| Blackburn B-2                                               | 1932              | Reino Unido     |                                                                                            |
| Boeing-Stearman Model 73/75/PT-13/PT-17/PT-18/NS/N2S Kaydet | 1934              | Estados Unidos  | Brasil, Canadá, China, Filipinas                                                           |
| Breda Ba.25 & Ba.28                                         | 1932              | Itália          | Hungria, China, Noruega                                                                    |
| Bücker Bü 131, Ki-86, K9W1                                  | 1935              | Alemanha        | Bulgária, Japão, Hungria, Romênia, Iugoslávia...                                           |
| Bücker Bü 181                                               | 1940              | Alemanha        | Bulgária                                                                                   |
| CAC Wackett                                                 | 1941              | Austrália       |                                                                                            |
| DAR 9 Siniger                                               | 1940              | Bulgária        | Iugoslávia                                                                                 |
| de Havilland DH.60 Moth                                     | 1925              | Reino Unido     | Austrália, Dinamarca, Finlândia, Iraque, Nova Zelândia, Noruega                            |
| de Havilland Tiger Moth                                     | 1932              | Reino Unido     | Austrália, Brasil, Canadá, Dinamarca, Índia, Iraque, Nova Zelândia, Noruega                |
| Fairchild PT-19/23/26 Cornell                               | 1940              | Estados Unidos  | Brasil, Canadá, Noruega                                                                    |
| Fleet Fawn                                                  | 1931              | Canadá          | Brasil                                                                                     |
| Fleet 10/16/Finch                                           | 1939              | Canadá          | China, Brasil, Romênia                                                                     |
| Focke-Wulf Fw 44                                            | 1932              | Alemanha        | Brasil, Bulgária, China, Tchecoslováquia, Finlândia, Hungria, Polônia, Romênia, Eslováquia |
| Fokker S.IV                                                 | 1924              | Países Baixos   |                                                                                            |
| Fokker S.IX                                                 | 1937              | Países Baixos   |                                                                                            |
| Gotha Go 145                                                | 1935              | Alemanha        |                                                                                            |
| Hanriot H.43                                                | 1928              | França          |                                                                                            |
| Hanriot H.16                                                | 1930              | França          |                                                                                            |
| Heinkel He 72                                               | 1933              | Alemanha        | Bulgária                                                                                   |
| Klemm Kl 25                                                 | 1928              | Alemanha        | Noruega                                                                                    |
| Koolhoven F.K.51                                            | 1935              | Países Baixos   |                                                                                            |
| Letov Š-218                                                 | 1930              | Tchecoslováquia | Finlândia                                                                                  |
| Meyers OTW                                                  | 1936              | Estados Unidos  |                                                                                            |
| Miles Hawk                                                  | 1933              | Reino Unido     | Nova Zelândia                                                                              |
| Miles Magister                                              | 1937              | Reino Unido     | Noruega                                                                                    |
| Morane-Saulnier MS.230                                      | 1930              | França          | Alemanha Nazi, Grécia                                                                      |
| Morane-Saulnier MS.315                                      | 1932              | França          |                                                                                            |
| Mráz Zobor I                                                | 1942              | Eslováquia      |                                                                                            |
| Naval Aircraft Factory N3N Canary                           | 1936              | Estados Unidos  |                                                                                            |
| North American NA-16                                        | 1935              | Estados Unidos  | China, Brasil                                                                              |
| North American BT-9/BT-14/NJ                                | 1936              | Estados Unidos  |                                                                                            |
| Piper J-4                                                   | 1938              | Estados Unidos  |                                                                                            |
| Ryan PT-16/20/21/22 Recruit                                 | 1934              | Estados Unidos  | Austrália, Países Baixos                                                                   |
| Polikarpov Po-2                                             | 1929              | União Soviética |                                                                                            |
| Praga E-39                                                  | 1931              | Tchecoslováquia |                                                                                            |
| Repülőgépgyár Levente II                                    | 1943              | Hungria         |                                                                                            |
| SAIMAN 200                                                  | 1940              | Itália          | Croácia, Alemanha Nazi                                                                     |
| Spartan NP-1                                                | 1940              | Estados Unidos  |                                                                                            |
| St. Louis PT-15                                             | 1940              | Estados Unidos  |                                                                                            |
| Tachikawa Ki-9                                              | 1935              | Japão           |                                                                                            |
| Tachikawa Ki-17                                             | 1936              | Japão           |                                                                                            |
| Timm N2T Tutor                                              | 1943              | Estados Unidos  |                                                                                            |
| VL Sääski                                                   | 1928              | Finlândia       |                                                                                            |
| VL Viima                                                    | 1935              | Finlândia       |                                                                                            |
| Vultee BT-13/15/SNV Valiant                                 | 1939              | Estados Unidos  | Brasil                                                                                     |
| Waco UPF-7/PT-14                                            | 1930              | Estados Unidos  |                                                                                            |
| Weiss WM-10 Ölyv                                            | 1933              | Hungria         |                                                                                            |
| Yokosuka K5Y                                                | 1934              | Japão           |                                                                                            |
| Yakovlev UT-2                                               | 1937              | União Soviética |                                                                                            |
| Zlín Z-XII                                                  | 1935              | Tchecoslováquia | Alemanha Nazi, Eslováquia, Reino Unido, Iugoslávia                                         |

#### Aviões de treino avançado
| Nome do avião                        | Entrou em serviço | País de origem  | Operador(es) caso seja diferente do país de origem            |
| ------------------------------------ | ----------------- | --------------- | ------------------------------------------------------------- |
| Ambrosini S.7                        | 1943              | Itália          |                                                               |
| Ambrosini SAI.10 Grifone             | 1940              | Itália          |                                                               |
| Arado Ar 65                          | 1931              | Alemanha        |                                                               |
| Arado Ar 66                          | 1933              | Alemanha        |                                                               |
| Arado Ar 68                          | 1936              | Alemanha        |                                                               |
| Arado Ar 96                          | 1939              | Alemanha        | Bulgária, Hungria, Romênia                                    |
| Avia B.122                           | 1934              | Tchecoslováquia | Alemanha Nazi, Bulgária, Romênia, Eslováquia, União Soviética |
| Bücker Bü 133                        | 1938              | Alemanha        | Iugoslávia                                                    |
| CAC Wirraway                         | 1939              | Austrália       |                                                               |
| Kaproni Bulgarski KB-2/3/4/5         | 1931              | Bulgária        |                                                               |
| Caudron C.690                        | 1939              | França          |                                                               |
| Curtiss-Wright CW-22/SNC Falcon      | 1942              | Estados Unidos  | Países Baixos                                                 |
| Focke-Wulf Fw 56                     | 1935              | Alemanha        |                                                               |
| Fokker D.XVII                        | 1932              | Países Baixos   |                                                               |
| Hawker Hart Trainer                  | 1930              | Reino Unido     |                                                               |
| IMAM Ro.41                           | 1935              | Itália          |                                                               |
| Koolhoven F.K.56                     | 1938              | Países Baixos   | Bélgica                                                       |
| Messerschmitt Bf 108                 | 1935              | Alemanha        | Bulgária, e muitos outros                                     |
| Mitsubishi A5M4-K                    | 1936              | Japão           |                                                               |
| Mitsubishi A6M2-K Zero               | 1940              | Japão           |                                                               |
| Morane-Saulnier M.S.225              | 1933              | França          |                                                               |
| Muniz M-9                            | 1937              | Brasil          |                                                               |
| Mansyu Ki-79                         | 1937              | Japão           |                                                               |
| Nardi FN.305                         | 1938              | Itália          | Romênia, Hungria, França                                      |
| Nardi FN.316                         | 1942              | Itália          | Alemanha Nazi                                                 |
| Nieuport-Delage NiD 62               | 1931              | França          |                                                               |
| North American NA-57                 | 1939              | Estados Unidos  | Alemanha Nazi, França                                         |
| North American NA-64 Yale            | 1940              | Estados Unidos  | Alemanha Nazi, Canadá, França                                 |
| North American T-6/SNJ Texan/Harvard | 1935              | Estados Unidos  | Brasil, Canadá, Índia, Nova Zelândia, Noruega, Reino Unido... |
| Orlogsværftet O-Maskinen             | 1926              | Dinamarca       |                                                               |
| Praga BH-41                          | 1931              | Tchecoslováquia |                                                               |
| PWS-26                               | 1937              | Polónia         | Alemanha Nazi, Romênia                                        |
| Rogožarski PVT                       | 1934              | Iugoslávia      |                                                               |
| Rogožarski R-100                     | 1939              | Iugoslávia      |                                                               |
| Rogožarski SIM-Х                     | 1937              | Iugoslávia      |                                                               |
| Romano R.82                          | 1937              | França          |                                                               |
| SET 7                                | 1931              | Roménia         |                                                               |
| Stampe et Vertongen SV.5 Tornado     | 1933              | Bélgica         | Letônia                                                       |
| Tachikawa Ki-55                      | 1940              | Japão           | Tailândia                                                     |
| Miles Master                         | 1939              | Reino Unido     |                                                               |
| Svenska Aero Jaktfalken              | 1930              | Suécia          | Finlândia                                                     |
| VEF I-12                             | 1935              | Letônia         |                                                               |
| VL Tuisku                            | 1935              | Finlândia       |                                                               |
| VL Pyry                              | 1941              | Finlândia       |                                                               |
| Yakovlev UT-1                        | 1936              | União Soviética | China                                                         |
| Zmaj Fizir FN                        | 1931              | Iugoslávia      | Croácia, Itália                                               |
| Zmaj Fizir FP-2                      | 1936              | Iugoslávia      | Croácia, Itália                                               |

#### Aviões de treino multi-motor
| Nome do avião                            | Entrou em serviço | País de origem       | Operador(es) caso seja diferente do país de origem                    |
| ---------------------------------------- | ----------------- | -------------------- | --------------------------------------------------------------------- |
| Airspeed Oxford                          | 1937              | Reino Unido          | Austrália, Canadá, Nova Zelândia, Noruega                             |
| Avro Anson                               | 1936              | Reino Unido · Canadá | Reino Unido, França, Estados Unidos                                   |
| Blackburn Botha                          | 1939              | Reino Unido          |                                                                       |
| Bristol Buckmaster                       | 1945              | Reino Unido          |                                                                       |
| Beechcraft AT-10 Wichita                 | 1942              | Estados Unidos       |                                                                       |
| Cessna AT-8/AT-17/UC-78/JRC Bobcat/Crane | 1939              | Estados Unidos       | Brasil, Canadá, França                                                |
| Consolidated AT-22/TB-24 Liberator       | 1943              | Estados Unidos       |                                                                       |
| Curtiss AT-9                             | 1941              | Estados Unidos       |                                                                       |
| De Havilland Dominie                     | 1940              | Reino Unido          |                                                                       |
| Fairchild AT-21 Gunner                   | 1943              | Estados Unidos       |                                                                       |
| Focke-Wulf Fw 58                         | 1937              | Alemanha             | Brasil, Bulgária, Croácia, Finlândia, Hungria, Países Baixos, Romênia |
| Hanriot H.232                            | 1940              | França               | Finlândia                                                             |
| Lockheed AT-18 Hudson                    | 1938              | Estados Unidos       |                                                                       |
| LWS-6/PZL.30 Żubr                        | 1938              | Polónia              |                                                                       |
| Martin AT-23/TB-26                       | 1940              | Estados Unidos       |                                                                       |
| Mitsubishi K7M                           | 1931              | Japão                |                                                                       |
| North American AT-24/TB-25 Mitchell      | 1941              | Estados Unidos       |                                                                       |
| Potez 56                                 | 1936              | França               |                                                                       |
| Tachikawa Ki-54                          | 1941              | Japão                |                                                                       |

#### Rebocadores de alvo e de treino variado
| Nome do avião             | Entrou em serviço | País de origem | Operador(es) caso seja diferente do país de origem |
| ------------------------- | ----------------- | -------------- | -------------------------------------------------- |
| Fairey IIIF               | 1926              | Reino Unido    |                                                    |
| Fairey Battle             | 1939              | Reino Unido    | Austrália, Canadá, África do Sul                   |
| Fairey Gordon             | 1931              | Reino Unido    | Austrália                                          |
| Fleet Fort                | 1941              | Canadá         |                                                    |
| Hawker Henley             | 1938              | Reino Unido    |                                                    |
| Kyushu K10W               | 1943              | Japão          |                                                    |
| Kyushu K11W               | 1943              | Japão          |                                                    |
| Miles Martinet            | 1942              | Reino Unido    |                                                    |
| Miles Mentor              | 1938              | Reino Unido    |                                                    |
| Nardi FN.315              | 1938              | Itália         |                                                    |
| North American NA-64 Yale | 1940              | Estados Unidos | Canadá                                             |
| Percival Proctor          | 1939              | Reino Unido    |                                                    |
| Stinson AT-19 Reliant     | 1933              | Estados Unidos | Reino Unido                                        |
| Westland Wallace          | 1933              | Reino Unido    |                                                    |
| Yokosuka K4Y              | 1933              | Japão          |                                                    |

### Helicópteros e autogiros
| Nome do avião         | Entrou em serviço | País de origem  | Operador(es) caso seja diferente do país de origem |
| --------------------- | ----------------- | --------------- | -------------------------------------------------- |
| Cierva C.30           | 1934              | Reino Unido     | Alemanha Nazi, Bélgica, França                     |
| Flettner Fl 282       | 1942              | Alemanha        |                                                    |
| Focke-Achgelis Fa 330 | 1943              | Alemanha        |                                                    |
| Kamov A-7             | 1934              | União Soviética |                                                    |
| Kayaba Ka-1 and Ka-2  | 1941              | Japão           |                                                    |
| Pitcairn PA-39        | 1940              | Estados Unidos  | Reino Unido                                        |
| Sikorsky R-4          | 1944              | Estados Unidos  | Reino Unido                                        |
| Sikorsky R-6          | 1945              | Estados Unidos  | Reino Unido                                        |

### Dirigíveis
| Nome do avião                                     | Entrou em serviço | País de origem | Operador(es) caso seja diferente do país de origem |
| ------------------------------------------------- | ----------------- | -------------- | -------------------------------------------------- |
| Dirigível Goodyear classe-G dirigível de patrulha | 1935              | Estados Unidos |                                                    |
| Dirigível Goodyear classe-K dirigível de patrulha | 1938              | Estados Unidos |                                                    |
| Dirigível Goodyear classe-L dirigível de treino   | 1938              | Estados Unidos |                                                    |
| Dirigível Goodyear classe-M dirigível de patrulha | 1944              | Estados Unidos |                                                    |

### Foguetes, mísseis e Drones
| Nome do avião              | Entrou em serviço | País de origem | Operador(es) caso seja diferente do país de origem |
| -------------------------- | ----------------- | -------------- | -------------------------------------------------- |
| Culver PQ-8                | 1940              | Estados Unidos |                                                    |
| Culver PQ-14 Cadet         | 1942              | Estados Unidos |                                                    |
| Fieseler Fi 103R           | 1944              | Alemanha       |                                                    |
| Interstate TDR             | 1944              | Estados Unidos |                                                    |
| Naval Aircraft Factory TDN | 1942              | Estados Unidos |                                                    |
| V-1                        | 1943              | Alemanha       |                                                    |
| V-2                        | 1944              | Alemanha       |                                                    |
| Yokosuka MXY7 Ohka         | 1945              | Japão          |                                                    |

## Protótipos
Protótipos foram aviões que tinham a intenção de entrar em serviço, mas não foi assim, devido a mudanças de requisitos, deixando de atender às exigências, outros problemas, ou o fim da guerra. Se o avião foi implantado em esquadrões regulares ou usado em uma capacidade operacional, com exceção de avaliação, devem ser listados acima sob seu tipo apropriado. Napkinwaffe - projetos de papel e aviões que voaram pela primeira vez depois da guerra não estão incluídos.

### Protótipos de caça

#### Caças com motor único, assento único, caças-bombardeiros e caças a jato
| Nome do avião                    | Entrou em serviço | País de origem  | Notas                                                           |
| -------------------------------- | ----------------- | --------------- | --------------------------------------------------------------- |
| Aeronautica Umbra Trojani AUT.18 | 1939              | Itália          |                                                                 |
| Ambrosini SS.4                   | 1940              | Itália          |                                                                 |
| Ambrosini SAI.403                | 1943              | Itália          | caça leve                                                       |
| Avia B.35                        | 1938              | Tchecoslováquia |                                                                 |
| Aviotehas PN-3                   | 1939              | Estónia         |                                                                 |
| Bell XP-77                       | 1944              | Estados Unidos  | caça leve                                                       |
| Bell XP-83                       | 1945              | Estados Unidos  | caça a jato                                                     |
| Bachem Ba 349 Natter             | 1945              | Alemanha        | interceptor vertical, ponto de lançamento de foguetes de defesa |
| Bereznyak-Isayev BI-1            | 1942              | União Soviética | caça foguete                                                    |
| Borovkov-Florov I-207            | 1937              | União Soviética | caça biplano                                                    |
| Canadian Car and Foundry FDB-1   | 1938              | Canadá          | caça biplano                                                    |
| Caproni Vizzola F.4              | 1940              | Itália          |                                                                 |
| Caproni Vizzola F.5              | 1939              | Itália          |                                                                 |
| Caproni Vizzola F.6              | 1941              | Itália          |                                                                 |
| Curtiss XF14C                    | 1944              | Estados Unidos  | caça naval com motor refrigerado à líquido                      |
| Curtiss YP-37                    | 1937              | Estados Unidos  |                                                                 |
| Curtiss XP-42                    | 1939              | Estados Unidos  |                                                                 |
| Curtiss XP-46                    | 1941              | Estados Unidos  |                                                                 |
| Curtiss XP-53/YP-60              | 1942              | Estados Unidos  |                                                                 |
| Curtiss XP-62                    | 1943              | Estados Unidos  |                                                                 |
| Curtiss-Wright XP-55 Ascender    | 1943              | Estados Unidos  |                                                                 |
| de Havilland Vampire             | 1943              | Reino Unido     | caça a jato que entrou em serviço no pós-guerra                 |
| Fokker D.XXIII                   | 1939              | Países Baixos   | caça bimotor                                                    |
| Fiat G.56                        | 1944              | Itália          |                                                                 |
| Horten Ho 229                    | 1944              | Alemanha        |                                                                 |
| Hawker Tornado                   | 1939              | Reino Unido     |                                                                 |
| Heinkel He 280                   | 1940              | Alemanha        |                                                                 |
| Henschel Hs 132                  | 1945              | Alemanha        | caça a jato/bombardeiro de mergulho                             |
| Kawasaki Ki-60                   | 1941              | Japão           |                                                                 |
| Koolhoven F.K.55                 | 1938              | Países Baixos   | caça com motor escondido                                        |
| Kyushu J7W                       | 1945              | Japão           |                                                                 |
| Martin-Baker MB 2                | 1938              | Reino Unido     |                                                                 |
| Martin-Baker MB 3                | 1942              | Reino Unido     |                                                                 |
| Martin-Baker MB 5                | 1944              | Reino Unido     |                                                                 |
| McDonnell FD Phantom             | 1945              | Estados Unidos  | caça a jato naval                                               |
| Messerschmitt Me 209             | 1938              | Alemanha        |                                                                 |
| Messerschmitt Me 309             | 1942              | Alemanha        |                                                                 |
| Messerschmitt Me 328             | 1944              | Alemanha        | caça de propulsão a jato                                        |
| Mikoyan-Gurevich I-250           | 1945              | União Soviética | caça de energia mista                                           |
| Miles M.20                       | 1940              | Reino Unido     | caça de emergência                                              |
| Nakajima Ki-12                   | 1936              | Japão           | caça V12                                                        |
| Nakajima Kikka                   | 1945              | Japão           | caça a jato                                                     |
| North American P-82 Twin Mustang | 1945              | Estados Unidos  | caça com fuselagem dupla que entrou tarde demais na guerra      |
| Northrop XP-56 Black Bullet      | 1943              | Estados Unidos  | caça sem cauda                                                  |
| Piaggio P.119                    | 1942              | Itália          | caça com motor radial escondido                                 |
| PZL.50 Jastrząb                  | 1939              | Polónia         |                                                                 |
| Renard R-36/R-37/R-38            | 1938              | Bélgica         |                                                                 |
| SNCAO 200                        | 1939              | França          |                                                                 |
| Tachikawa Ki-106                 | 1945              | Japão           |                                                                 |
| VEF I-16                         | 1939              | Letônia         | caça leve                                                       |
| VL Humu                          | 1944              | Finlândia       |                                                                 |
| VL Pyörremyrsky                  | 1945              | Finlândia       |                                                                 |
| Weiss-Manfred WM.23 Ezüst Nyíl   | 1942              | Hungria         |                                                                 |
| Polikarpov I-185                 | 1941              | União Soviética |                                                                 |
| Polikarpov ITP                   | 1942              | União Soviética |                                                                 |
| Sukhoi Su-5                      | 1945              | União Soviética | caça de energia mista                                           |
| Sukhoi Su-7                      | 1944              | União Soviética | interceptor de grande altitude                                  |

#### Caças pesados (multi-motor ou multi-assento) e caças noturnos
| Nome do avião                           | Entrou em serviço | País de origem  | Notas                             |
| --------------------------------------- | ----------------- | --------------- | --------------------------------- |
| Aichi S1A                               | 1945              | Japão           | caça noturno                      |
| Arado Ar 240                            | 1940              | Alemanha        |                                   |
| Arsenal-Delanne 10                      | 1941              | França          | caça de dois lugares e asa tandem |
| Boeing YB-40 Flying Fortress            | 1943              | Estados Unidos  | caça de escolta                   |
| Boeing XF8B                             | 1944              | Estados Unidos  |                                   |
| Boulton Paul P.92                       | 1937              | Reino Unido     |                                   |
| SABCA S.47                              | 1939              | Itália          | para a Bélgica                    |
| Consolidated XB-41 Liberator            | 1942              | Estados Unidos  | caça de escolta                   |
| Consolidated Vultee XP-81               | 1945              | Estados Unidos  |                                   |
| Fisher P-75 Eagle                       | 1943              | Estados Unidos  |                                   |
| Gloster F.9/37                          | 1939              | Reino Unido     |                                   |
| Grumman XF5F Skyrocket                  | 1940              | Estados Unidos  |                                   |
| Grumman XP-50                           | 1941              | Estados Unidos  |                                   |
| Hawker Hotspur                          | 1938              | Reino Unido     |                                   |
| Hughes D-2                              | 1943              | Estados Unidos  |                                   |
| IMAM Ro.58                              | 1942              | Itália          |                                   |
| Kawasaki Ki-64                          | 1943              | Japão           |                                   |
| Kawasaki Ki-96                          | 1943              | Japão           |                                   |
| Lockheed XP-49                          | 1942              | Estados Unidos  |                                   |
| Lockheed XP-58 Chain Lightning          | 1944              | Estados Unidos  |                                   |
| McDonnell XP-67 Bat                     | 1944              | Estados Unidos  |                                   |
| Moskalyev SAM-13                        | 1941              | União Soviética |                                   |
| Nikitin IS-1                            | 1941              | União Soviética |                                   |
| Piaggio P.119                           | 1942              | Itália          |                                   |
| Polikarpov TIS                          | 1941              | União Soviética |                                   |
| PZL.38 Wilk                             | 1938              | Polónia         |                                   |
| Republic XP-69/XP-72                    | 1943              | Estados Unidos  |                                   |
| Savoia-Marchetti SM.88, SM.91 and SM.92 | 1939              | Itália          | caças pesados                     |
| SNCASE SE.100                           | 1939              | França          |                                   |
| Sukhoi Su-6                             | 1941              | União Soviética |                                   |
| Vickers Type 432                        | 1942              | Reino Unido     |                                   |
| Vultee XP-54                            | 1943              | Estados Unidos  |                                   |

### Protótipos de bombardeiros e aviões de ataque
| Nome do avião                | Entrou em serviço | País de origem  | Notas                                                             |
| ---------------------------- | ----------------- | --------------- | ----------------------------------------------------------------- |
| Aero A.300                   | 1938              | Tchecoslováquia |                                                                   |
| ANBO VIII                    | 1939              | Lituânia        |                                                                   |
| Avia B-158                   | 1938              | Tchecoslováquia |                                                                   |
| Avro Lincoln                 | 1945              | Reino Unido     | tarde demais para a guerra                                        |
| Beechcraft XA-38 Grizzly     | 1944              | Estados Unidos  |                                                                   |
| Blackburn Firebrand          | 1945              | Reino Unido     | tarde demais para a guerra                                        |
| Bloch MB.162                 | 1940              | França          |                                                                   |
| Boeing XB-15                 | 1937              | Estados Unidos  |                                                                   |
| Boeing XB-38 Flying Fortress | 1943              | Estados Unidos  |                                                                   |
| Boeing XB-39 Superfortress   | 1944              | Estados Unidos  |                                                                   |
| Boeing XB-44 Superfortress   | 1945              | Estados Unidos  |                                                                   |
| Breguet 462                  | 1936              | França          |                                                                   |
| Breda Ba.75                  | 1939              | Itália          |                                                                   |
| Breda Ba.201                 | 1941              | Itália          |                                                                   |
| Brewster XA-32               | 1943              | Estados Unidos  |                                                                   |
| Bristol Brigand              | 1944              | Reino Unido     | tarde demais para a guerra                                        |
| CAC Woomera                  | 1941              | Austrália       |                                                                   |
| CANT Z.1011                  | 1936              | Itália          |                                                                   |
| CANT Z.1018                  | 1939              | Itália          |                                                                   |
| Caudron C.670 Typhon         | 1935              | França          | bombardeiro leve (derivado de corrida)                            |
| DAR 10                       | 1939              | Bulgária        |                                                                   |
| Dornier Do 19                | 1936              | Alemanha        | bombardeiro pesado cancelado, possivelmente usado como transporte |
| Dornier Do 317               | 1943              | Alemanha        | bombardeiro pesado                                                |
| Douglas AD Skyraider         | 1945              | Estados Unidos  | torpedeiro/bombardeiro de mergulho                                |
| Douglas BTD Destroyer        | 1944              | Estados Unidos  |                                                                   |
| Douglas XB-19                | 1941              | Estados Unidos  |                                                                   |
| Douglas XA-42 Mixmaster      | 1944              | Estados Unidos  | bombardeiro com motores escondidos e hélices na cauda             |
| Focke-Wulf Fw 191            | 1942              | Alemanha        | bombardeiro pesado/médio                                          |
| Fokker T.IX                  | 1939              | Países Baixos   |                                                                   |
| Heinkel He 119               | 1937              | Alemanha        | bombardeiro foi desarmado para uso de reconhecimento              |
| Henschel Hs 130              | 1940              | Alemanha        | bombardeiro de grande altitude                                    |
| IAR 47                       | 1942              | Roménia         |                                                                   |
| Junkers Ju 287               | 1944              | Alemanha        |                                                                   |
| Kaiser-Fleetwings XBTK       | 1945              | Estados Unidos  | torpedeiro/bombardeiro de mergulho                                |
| Latécoère 299                | 1939              | França          | versão baseada em transporte do Latécoère 298                     |
| Letov Š-50                   | 1938              | Tchecoslováquia |                                                                   |
| Messerschmitt Me 261         | 1940              | Alemanha        | reconhecimento marítimo                                           |
| Messerschmitt Me 264         | 1942              | Alemanha        | 4 motores bombardeiro Amerika                                     |
| Nakajima G5N                 | 1941              | Japão           |                                                                   |
| Nakajima G8N                 | 1944              | Japão           |                                                                   |
| North American XB-28         | 1942              | Estados Unidos  |                                                                   |
| Polikarpov NB                | 1944              | União Soviética |                                                                   |
| PZL.46 Sum                   | 1939              | Polónia         |                                                                   |
| Reggiane Re.2003             | 1941              | Itália          |                                                                   |
| Rikugun Ki-93                | 1945              | Japão           |                                                                   |
| Savoia-Marchetti SM.89       | 1942              | Itália          |                                                                   |
| Savoia-Marchetti SM.93       | 1944              | Itália          |                                                                   |
| SNCAO CAO.600                | 1940              | França          |                                                                   |
| Supermarine Type 322         | 1943              | Reino Unido     |                                                                   |
| Tachikawa Ki-74              | 1944              | Japão           |                                                                   |
| Vickers Windsor              | 1943              | Reino Unido     |                                                                   |
| Vultee XA-41                 | 1944              | Estados Unidos  |                                                                   |
| Zmaj R-1                     | 1940              | Iugoslávia      |                                                                   |

### Protótipos de transporte
| Nome do avião                              | Entrou em serviço | País de origem              | Notas                                                           |
| ------------------------------------------ | ----------------- | --------------------------- | --------------------------------------------------------------- |
| Avro Lancastrian                           | 1943              | conversão do Avro Lancaster |                                                                 |
| Blohm & Voss BV 144                        | 1944              | Alemanha                    | construído na França                                            |
| Boeing 367 YC-97 Stratofreighter           | 1944              | Estados Unidos              | baseado no B-29, mas entrou no serviço em 1947                  |
| Burnelli UB-14/Cunliffe-Owen Clyde Clipper | 1939              | Estados Unidos              | protótipo utilizado pelo Reino Unido e a França                 |
| Consolidated R2Y                           | 1944              | Estados Unidos              | PB4Y-2 com nova fuselagem                                       |
| Curtiss-Wright C-76 Caravan                | 1943              | Estados Unidos              | todos os transportes construídos em madeira com portas no nariz |
| Focke-Achgelis Fa 223                      | 1941              | Alemanha                    | helicóptero de transporte                                       |
| Junkers Ju 390                             | 1943              | Alemanha                    | transporte pesado e de patrulha marítima                        |
| Kobeseiko Te-Gō                            | 1943              | Japão                       |                                                                 |
| Kokusai Ki-105                             | 1945              | Japão                       | transporte de combustível                                       |
| Lockheed C-69 Constellation                | 1943              | Estados Unidos              |                                                                 |
| Praga E-210                                | 1937              | Tchecoslováquia             |                                                                 |
| Savoia-Marchetti SM.95                     | 1943              | Itália                      |                                                                 |
| SNCASE Languedoc                           | 1939              | França                      |                                                                 |
| Stout XC-107                               | 1941              | Estados Unidos              | carro voador avaliado brevemente pela USAAF                     |
| Tachikawa Ki-77                            | 1942              | Japão                       | transporte leve de longo alcance                                |
| Tachikawa Ki-92                            | 1945              | Japão                       | transporte de tropas/carga bimotor pesado                       |

### Protótipos de planadores
| Nome do avião                     | Entrou em serviço | País de origem  | Notas                           |
| --------------------------------- | ----------------- | --------------- | ------------------------------- |
| Allied Aviation XLRA              | 1943              | Estados Unidos  | hidroavião planador             |
| Baynes Bat                        | 1943              | Reino Unido     | planador sem cauda experimental |
| Blohm & Voss BV 40                | 1944              | Alemanha        | planador interceptador          |
| Bristol XLRQ                      | 1943              | Estados Unidos  | hidroavião planador             |
| CAT TM-2                          | 1943              | Itália          |                                 |
| Chase YCG-14                      | 1945              | Estados Unidos  |                                 |
| Cornelius XFG-1                   | 1944              | Estados Unidos  |                                 |
| DFS 331                           | 1942              | Alemanha        |                                 |
| Frankfort TG-1                    | 1940              | Estados Unidos  |                                 |
| General Airborne Transport XCG-16 | 1943              | Estados Unidos  |                                 |
| Gotha Ka 430                      | 1943              | Alemanha        |                                 |
| Junkers Ju 322                    | 1941              | Alemanha        |                                 |
| Kokusai Ku-7                      | 1942              | Japão           |                                 |
| Laister-Kauffman XCG-10           | 1942              | Estados Unidos  |                                 |
| Maeda Ku-6                        | 1945              | Japão           |                                 |
| Pratt-Read TG-32                  | 1940              | Estados Unidos  |                                 |
| Polikarpov BDP                    | 1943              | União Soviética |                                 |
| Slingsby T.20                     | 1944              | Reino Unido     |                                 |
| St.Louis XCG-5                    | 1942              | Estados Unidos  |                                 |
| Antonov A-40                      | 1942              | União Soviética |                                 |
| Yokosuka MXY5                     | 1942              | Japão           |                                 |

### Protótipos para treinamento
| Nome do avião                          | Entrou em serviço | País de origem  | Notas                                                               |
| -------------------------------------- | ----------------- | --------------- | ------------------------------------------------------------------- |
| Airspeed Cambridge                     | 1941              | Reino Unido     | treinamento avançado                                                |
| Boeing XAT-15                          | 1942              | Estados Unidos  |                                                                     |
| CAT QR.14                              | 1943              | Itália          |                                                                     |
| de Havilland Don                       | 1938              | Reino Unido     |                                                                     |
| Fleetwings BT-12                       | 1942              | Estados Unidos  |                                                                     |
| Heston T.1/37                          | 1938              | Reino Unido     |                                                                     |
| Ikarus Aero 2                          | 1940              | Iugoslávia      |                                                                     |
| Ikarus MM-2                            | 1941              | Iugoslávia      |                                                                     |
| Marinens Flyvebaatfabrikk/Høver M.F.12 | 1939              | Noruega         | hidroavião de treino                                                |
| Miles Monitor target tug               | 1944              | Reino Unido     |                                                                     |
| Parnall 382                            | 1939              | Reino Unido     |                                                                     |
| PWS-33 Wyżeł                           | 1938              | Polónia         | bimotor de treino                                                   |
| Reid and Sigrist R.S.1                 | 1939              | Reino Unido     | bimotor de treino                                                   |
| Reid and Sigrist R.S.3                 | 1945              | Reino Unido     | bimotor de treino                                                   |
| Rogozarski SIM-XI                      | 1938              | Iugoslávia      |                                                                     |
| Stampe SV.4                            | 1933              | Bélgica         | biplano de treino, pilotado antes da guerra, não é usado até depois |
| Stearman XBT-17                        | 1942              | Estados Unidos  | monoplano de treino                                                 |
| Yakovlev Yak-5                         | 1944              | União Soviética |                                                                     |
| Yokosuka D3Y                           | 1945              | Japão           | bombardeiro de treino                                               |

### Protótipos de helicópteros
| Nome do avião            | Entrou em serviço | País de origem | Notas                                    |
| ------------------------ | ----------------- | -------------- | ---------------------------------------- |
| Bell 30                  | 1942              | Estados Unidos | helicóptero                              |
| Focke-Achgelis Fa 223    | 1942              | Alemanha       | helicóptero de transporte de rotor duplo |
| Focke-Achgelis Fa 225    | 1942              | Alemanha       | planador de asa rotativa                 |
| Hafner Rotabuggy         | 1943              | Reino Unido    | jeep autogiro                            |
| Kellett KD-1/XO-60/YO-60 | 1934              | Estados Unidos | autogiro                                 |
| Landgraf H-2             | 1944              | Estados Unidos | helicóptero                              |
| McDonnell XHJH Whirlaway | 1944              | Estados Unidos | helicóptero                              |
| Piasecki HRP Rescuer     | 1945              | Estados Unidos | helicóptero                              |
| Platt-LePage XR-1        | 1941              | Estados Unidos | helicóptero                              |

### Protótipos de mísseis
| Nome do avião                 | Entrou em serviço | País de origem | Notas                                                     |
| ----------------------------- | ----------------- | -------------- | --------------------------------------------------------- |
| Blohm & Voss BV 143           | 1941              | Alemanha       | míssil antinavio                                          |
| Blohm & Voss BV 246           | 1943              | Alemanha       | bomba planadora guiada hagelkorn                          |
| EMW C2 Wasserfall             | 1943              | Alemanha       | míssil guiado terra-ar desenvolvido a partir do V-2       |
| Fletcher PQ-11                | 1941              | Estados Unidos | alvo não tripulado/bomba planadora                        |
| Republic-Ford JB-2            | 1944              | Estados Unidos | míssil terra-terra (cópia do V-1)                         |
| McDonnell LBD Gargoyle        | 1945              | Estados Unidos | míssil ar-terra                                           |
| Mistel                        | 1943              | Alemanha       | míssil grande ar-terra com avião acoplado para orientação |
| Rheinmetall-Borsig Feuerlilie | 1943              | Alemanha       | míssil terra-ar                                           |
| Ruhrstahl X-4                 | 1944              | Alemanha       | míssil ar-ar                                              |

### Protótipos vários
| Nome do avião                   | Entrou em serviço | País de origem  | Notas                                                                         |
| ------------------------------- | ----------------- | --------------- | ----------------------------------------------------------------------------- |
| Airspeed Fleet Shadower         | 1940              | Reino Unido     | avião de baixa velocidade para acompanhar frota inimiga visualmente           |
| Bestetti BN-1                   | 1940              | Itália          | corrida/caça/ligação                                                          |
| Blackburn B-20                  | 1940              | Reino Unido     | hidroavião grande com casco retrátil                                          |
| Bloch MB.480                    | 1939              | França          | hidroavião                                                                    |
| Blohm & Voss BV 141             | 1938              | Alemanha        | avião de reconhecimento tático assimétrico                                    |
| Blohm & Voss BV 238             | 1944              | Alemanha        | hidroavião muito grande de transporte                                         |
| Boeing XPBB Sea Ranger          | 1942              | Estados Unidos  | hidroavião de patrulha                                                        |
| CANT Z.511                      | 1940              | Itália          |                                                                               |
| Caproni Ca.316                  | 1940              | Itália          | hidroavião                                                                    |
| Consolidated XP4Y Corregidor    | 1939              | Estados Unidos  | hidroavião de patrulha                                                        |
| DFS 228                         | 1944              | Alemanha        | avião com propulsão de foguete de alta altitude tripulado para reconhecimento |
| ERCO Ercoupe YO-55              | 1940              | Estados Unidos  | testes JATO                                                                   |
| General Aircraft Fleet Shadower | 1940              | Reino Unido     | avião de baixa velocidade para acompanhar navios inimigos                     |
| IMAM Ro.63                      | 1940              | Itália          |                                                                               |
| Kawanishi E15K                  | 1941              | Japão           | hidroavião de reconhecimento                                                  |
| Koolhoven F.K.49                | 1935              | Países Baixos   | pesquisa de fotos                                                             |
| Loire-Nieuport 10               | 1939              | França          | hidroavião de patrulha                                                        |
| LWS-3 Mewa                      | 1938              | Polónia         | cooperação com o exército                                                     |
| Nakajima Ki-115                 | 1945              | Japão           | avião kamikaze                                                                |
| Nihon L7P                       | 1942              | Japão           | anfíbio de transporte                                                         |
| Praga E-51                      | 1938              | Tchecoslováquia | reconhecimento tático                                                         |
| SFAN 11                         | 1940              | França          | ligação                                                                       |
| Short Seaford                   | 1944              | Reino Unido     | melhoradas do Sunderland                                                      |
| Short Shetland                  | 1944              | Reino Unido     | hidroavião grande, de longo alcance de reconhecimento                         |
| SNCAC NC.4-10                   | 1939              | França          | hidroavião bombardeiro/torpedeiro                                             |
| SNCAO 30                        | 1938              | França          | hidroavião de treino                                                          |
| Tachikawa Ki-70                 | 1943              | Japão           | avião de reconhecimento fotográfico de alta velocidade                        |
| Tupolev MTB-2                   | 1937              | União Soviética | hidroavião de quatro motores, cancelada após a invasão alemã                  |
| Zveno SPB                       | 1938              | União Soviética | caças acoplados com um grande bombardeiro transportando 2-5 caças             |

## Aviões experimentais
Aviões destinados a provar um conceito ou ideia e que não tinham a intenção ou não era adequado para o serviço militar. Não inclui aviões operacionais modificados para fins experimentais.

### Pesquisa de comportamento de voo
| Nome do avião                 | Entrou em serviço | País de origem | Notas                                                            |
| ----------------------------- | ----------------- | -------------- | ---------------------------------------------------------------- |
| Armstrong Whitworth A.W.52    | 1945              | Reino Unido    | asa voadora                                                      |
| Cierva W.9                    | 1945              | Reino Unido    | helicóptero experimental                                         |
| DFS 194                       | 1940              | Alemanha       | teste aerodinâmico do Messerschmitt Me 163                       |
| Göppingen Gö 9                | 1941              | Alemanha       |                                                                  |
| Handley Page Manx             | 1943              | Reino Unido    | avião sem cauda                                                  |
| Hiller XH-44                  | 1944              | Estados Unidos | helicóptero de rotor coaxial                                     |
| Hillson Bi-mono               | 1941              | Reino Unido    |                                                                  |
| Kayaba Ku-2                   | 1940              | Japão          | planador sem cauda                                               |
| Kayaba Ku-3                   | 1941              | Japão          | planador sem cauda                                               |
| Kawasaki Ki-78                | 1942              | Japão          | voo de alta velocidade                                           |
| Kellett XR-8                  | 1944              | Estados Unidos | helicóptero de rotor interconectado                              |
| Martin 162A Tadpole Clipper   | 1937              | Estados Unidos | hidroavião de média escala                                       |
| Miles M.35 and M.39 Libellula | 1942              | Reino Unido    | asas em tandem                                                   |
| Miles M.30                    | 1942              | Reino Unido    | asa mista                                                        |
| Northrop N-1M                 | 1941              | Estados Unidos | asa voadora                                                      |
| Northrop N-9M                 | 1942              | Estados Unidos | asa voadora                                                      |
| Piasecki PV-2                 | 1943              | Estados Unidos | helicóptero                                                      |
| Saro Shrimp                   | 1939              | Reino Unido    | hidroavião de média escala                                       |
| Tachikawa SS-1                | 1943              | Japão          | pesquisa de alta altitude, cabine pressurizada                   |
| Vought V-173                  | 1942              | Estados Unidos | aerodynamic testbed for Vought XF5U which never flew             |
| Yokosuka MXY6                 | 1943              | Japão          | aerodynamic testbed for Kyushu J7W                               |
| Yokosuka MXY8/Ku-13           | 1945              | Japão          | aerodinâmico testada do Mitsubishi J8M interceptador de foguetes |

### Pesquisa de motores
| Nome do avião       | Entrou em serviço | País de origem | Notas                     |
| ------------------- | ----------------- | -------------- | ------------------------- |
| Caproni Campini N.1 | 1940              | Itália         | teste de motor a jato     |
| Folland Fo.108      | 1940              | Reino Unido    | teste de motor de pistão  |
| Gloster E.28/39     | 1941              | Reino Unido    | teste de motor a jato     |
| Heinkel He 176      | 1939              | Alemanha       | teste de motor de foguete |
| Heinkel He 178      | 1939              | Alemanha       | teste de motor a jato     |

### Pesquisa variada
| Nome do avião       | Entrou em serviço | País de origem | Notas |
| ------------------- | ----------------- | -------------- | ----- |
| Akaflieg Berlin B 9 | 1944              | Alemanha       |       |
| Heinkel He 119      | 1937              | Alemanha       |       |
| Piaggio P.111       | 1941              | Itália         |       |

### Citações
1. 1 2 3 4  Aposentado em 1942
2. 1 2  Protótipo usado operacionalmente
3. 1 2 3 4 5 6 7  Também construído no Canadá
4. 1 2 3  Aposentado pelo Reino Unido antes da guerra
5. 1 2 3 4 5 6  Avião lançado por submarino
6. 1 2  Versões posteriores construídas para transporte
7. 1 2 3 4 5 6  Caça obsoleto usado para treinamento
8. ↑  «Cópia arquivada». Consultado em 15 de junho de 2014. Arquivado do original em 14 de janeiro de 2013
9. 1 2  Variante especificamente construído para treinamento com dois assentos na cabine